# Concepción (Chile)
Concepción es una ciudad ubicada en la zona centro sur de Chile, a aproximadamente 450 km al sur de la capital, Santiago, y a unos 30 km al norte del Centro Geográfico de Chile continental, ubicado en la comuna de Coronel. Concepción es también el centro geográfico y demográfico del Área Metropolitana de Concepción, así como la capital de la provincia homónima y de la Región del Biobío. El núcleo urbano de Concepción ejerce un significativo impacto en el comercio nacional al ser parte de una de las regiones con mayor industrialización del país, y es una de las tres urbes chilenas más pobladas de la zona central, junto con la de Valparaíso, después de Santiago. Limita al norte con las comunas de Talcahuano y Penco; al sur con las comunas Chiguayante y Hualqui; al este con la comuna de Florida, al oeste con Hualpén, con el río Biobío y la comuna de San Pedro de la Paz.
La ciudad fue emplazada, en primera instancia, en la Bahía de Concepción, en el territorio que después se convirtió en la comuna de Penco, actualmente parte de la conurbación de Concepción. El gentilicio de la ciudad, «penquista», hace alusión al lugar de su fundación original. El centro y casco histórico de la ciudad se encuentra en el Valle de la Mocha, donde se trasladó luego de ser destruida por un terremoto.
El origen de Concepción se remonta al año 1550, cuando fue fundada por Pedro de Valdivia a título de la Corona española, bajo el nombre de La Concepción de María Purísima del Nuevo Extremo, y fue la capital del Reino de Chile entre 1565 y 1573, manteniéndose luego como el centro militar y político del reino por todo el resto del periodo colonial chileno. Posteriormente, formó parte del primer intento independentista de Chile en 1810, a manos del abogado Juan Martínez de Rozas. Ha sido el centro de la conurbación más poblada del centro del país desde inicios del siglo XX, y posee como símbolo cultural la Plaza de la Independencia, lugar donde se llevó a cabo la declaración solemne sobre la secesión chilena del realismo español.
Concepción concentra su actividad en el área de servicios y funciona como el centro financiero de toda la metrópoli. Es conocida por ser una ciudad universitaria, ya que posee numerosas instituciones educacionales, entre las que destacan la Universidad de Concepción, la Universidad del Bío-Bío y la Universidad Católica de la Santísima Concepción.  La comuna alberga además variados puentes históricos, murales, parques y lagunas, así como importantes centros culturales como el Teatro Biobío, la Casa del Arte, el Museo de Historia Natural y el Teatro Universidad de Concepción. Dentro de su oferta turística, también destaca la variedad de bares y locales de entretenimiento que le brinda una activa vida nocturna a la ciudad.

## Toponimia
Su nombre se debe a su fundador, el conquistador español Pedro de Valdivia, quien se encomendó a la Virgen de la Inmaculada Concepción con el fin de ganar la Guerra de Arauco y conquistar Chile.
Cuando, el 5 de octubre de 1550, Pedro de Valdivia fundó la ciudad, este habría decidido, como manera de homenaje a la Virgen, bautizarla como «La Concepción de María Purísima del Nuevo Extremo», quedando bajo su patronazgo católico.

## Historia

### Fundación

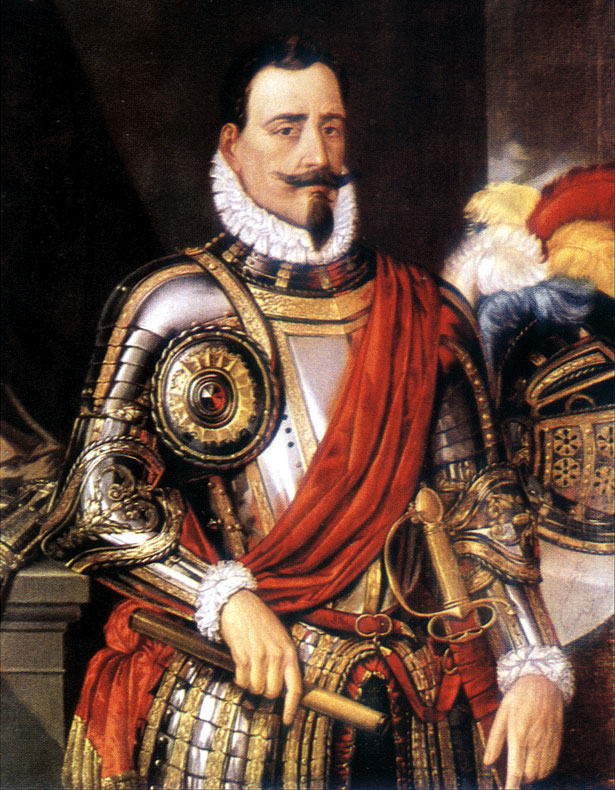
Pedro de Valdivia, fundador de varias ciudades en la zona centro sur de Chile.

Concepción ha tenido dos emplazamientos. La zona fue encontrada por el Capitán Juan Bautista Pastene a bordo de su buque «San Pedro» el 27 de septiembre de 1544. Su primer avistamiento fue la boca del río Biobío, sitio que toma de manera simbólica por el nombre «la provincia de Concepción». La toma de posesión fue en buque, ya que un temporal impidió el desembarco.
El primer emplazamiento de la ciudad se debió a las campañas de conquista en 1546 de Pedro de Valdivia. Su primera interacción con la comarca se dio al llegar a las orillas del río Bíobío junto a la bahía que después llamaría Bahía de Concepción. A su inmediata llegada se enfrentó con el pueblo mapuche que residía en la zona, librándose la Batalla de Quilacura. En apuntes de Góngora Marmolejo, en la batalla participaron más de 80 000 personas. Esta es la primera de muchas batallas que se librarían en el sector como parte de la llamada Guerra de Arauco.
Habiendo sido repelido el ataque araucano, pero vencidas sus tropas por los nativos, Valdivia regresó a Santiago de Nueva Extremadura, pero cuatro años más tarde realizó una nueva expedición, adentrándose hasta la altura de Andalién con una comitiva conformada por alrededor de doscientos soldados y un grupo de nativos. El 22 de febrero de ese año, en la Batalla de Andalién, los mapuches atacaron la hueste en un intento por repeler la conquista. Según cuenta Daniel de la Vega, cronista de la época:

La tropa de don Pedro de Valdivia acampó en esta tierra una mañana y en este mismo sitio se estrellaron arcabuces y lanzas.

Tres días más tarde, Valdivia traslada su campamento a orillas del mar esperando buques de refuerzo venidos de Valparaíso. El sitio de campamento era denominado por los indígenas como «Penguco» o «Penco», lo que dio origen al gentilicio «penquista».
El 3 de marzo de 1550 se trazó el plano de la ciudad, se repartieron los solares y se dio inicio a las primeras construcciones. El 5 de octubre de 1550 se decretó oficialmente la fundación de la ciudad de Concepción del Nuevo Extremo y se procedió a formar su respectivo cabildo.
Dos años después, en 1552, el asentamiento fue reconocido como ciudad a través de una real cédula que le otorga un escudo de armas que aún se encuentra en vigencia.

### La ciudad en el periodo colonial

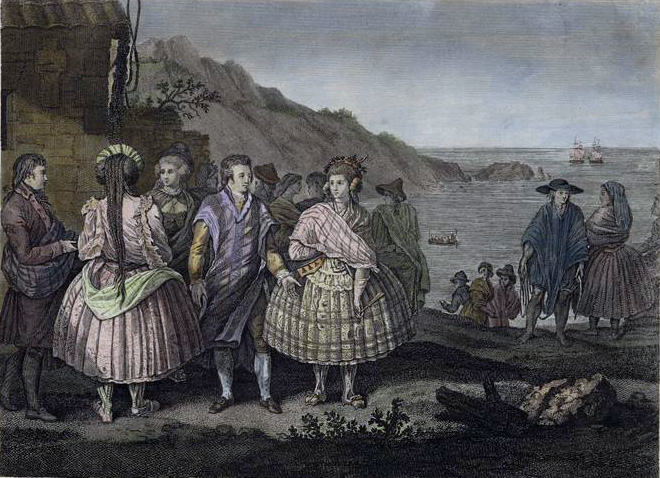
Vestimentas de penquistas durante el periodo virreinal español.

Durante el periodo colonial de Chile, en La Concepción se desarrolló la Guerra de Arauco, en la cual se transformó en el núcleo militar de este enfrentamiento al estar ubicada en la frontera hispano-mapuche. La ciudad era constantemente despoblada y repoblada, y sufría asedios y ataques militares. En sus primeros 10 años de vida fue destruida tres veces por el pueblo araucano.
En los siglos XVI y XVII, fue atacada por piratas y corsarios ingleses y neerlandeses como Oliver Van Noort y Francis Drake y también por araucanos como Caupolicán, Lautaro en el siglo XVI. En 1554 Francisco de Villagra toma el mando tras la batalla de Tucapel en un intento por detener los ataques de los nativos pero no logra buenos resultados. Su sucesor, García Hurtado de Mendoza, consiguió en 1558 repoblar Concepción y obtuvo éxitos militares para España en la Araucanía. España no logra mayor ventaja hasta el Sitio de Concepción donde muere el cacique Caupolicán. Durante este periodo Concepción se convirtió en una industria más militar.
Al año siguiente, 1565, Concepción se convirtió en el asiento de la Real Audiencia, el principal tribunal de justicia de la Corona española en el Reino de Chile.
En 1589, Alonso de Ercilla asienta paso en la región para escribir parte de La Araucana, poema épico que relata la historia de la Guerra de Arauco y la época contemporánea de Concepción.
Con el establecimiento de una subvención económica para solventar los gastos de la Guerra de Arauco, el Real Situado, en 1604 se crea entonces el primer ejército profesional de Chile, Ejército de Arauco, para defender la ciudad logrando así mejores resultados.

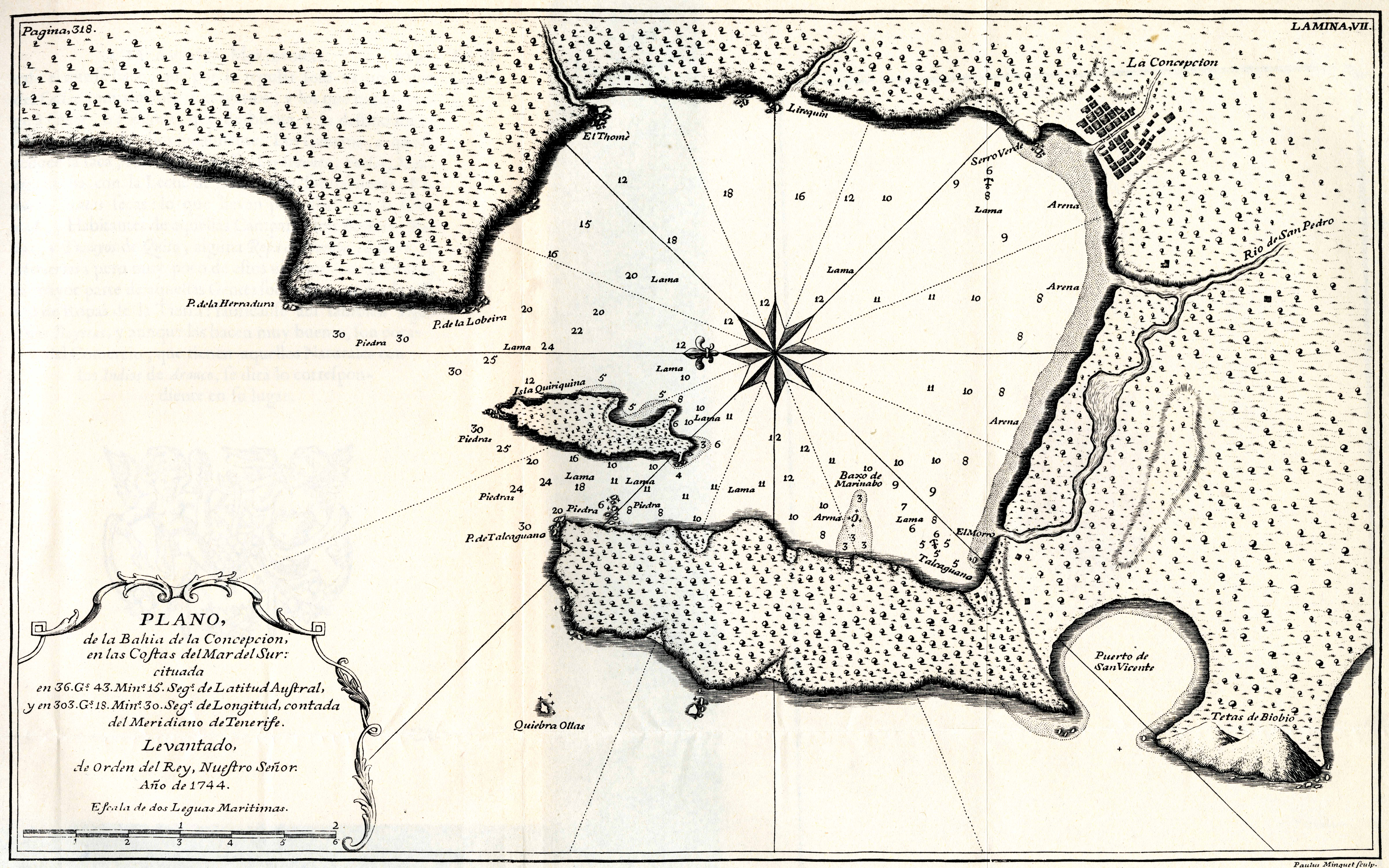
Plano de 1744 que muestra la Bahía de Concepción antes del terremoto de 1751.

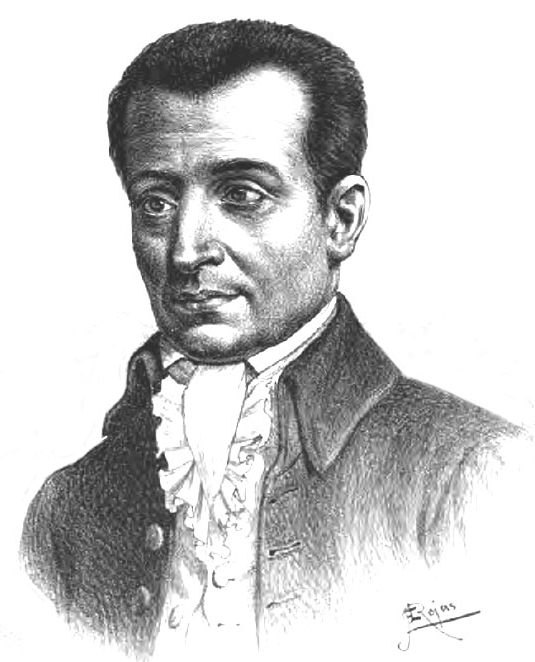
Juan Martínez de Rozas (1759-1813), impulsor de la Independencia de Chile y la creación de la Provincia de Concepción.

Se construye en los años sucesivos, con el fin de proporcionar mejor defensa a la ciudad, el Fuerte de Penco. También se edificó la Catedral de Concepción en 1730.

### Traslado de la ciudad
El terremoto de 1751, de 8.5 grados Richter, y su respectivo maremoto marcaron la nueva fundación de Concepción en su sitio actual, en el Valle de la Mocha, dejando atrás sus restos en la ahora comuna de Penco. El traslado fue aplazado 14 años, por la oposición de un influyente grupo de vecinos, encabezado por el obispo José de Toro y Zambrano Romo. La muerte del obispo, y el hecho de que su reemplazante estuviese de acuerdo con el traslado, facilitaron su realización, llevada a cabo entre enero y marzo de 1765.

### Concepción delsigloXIX

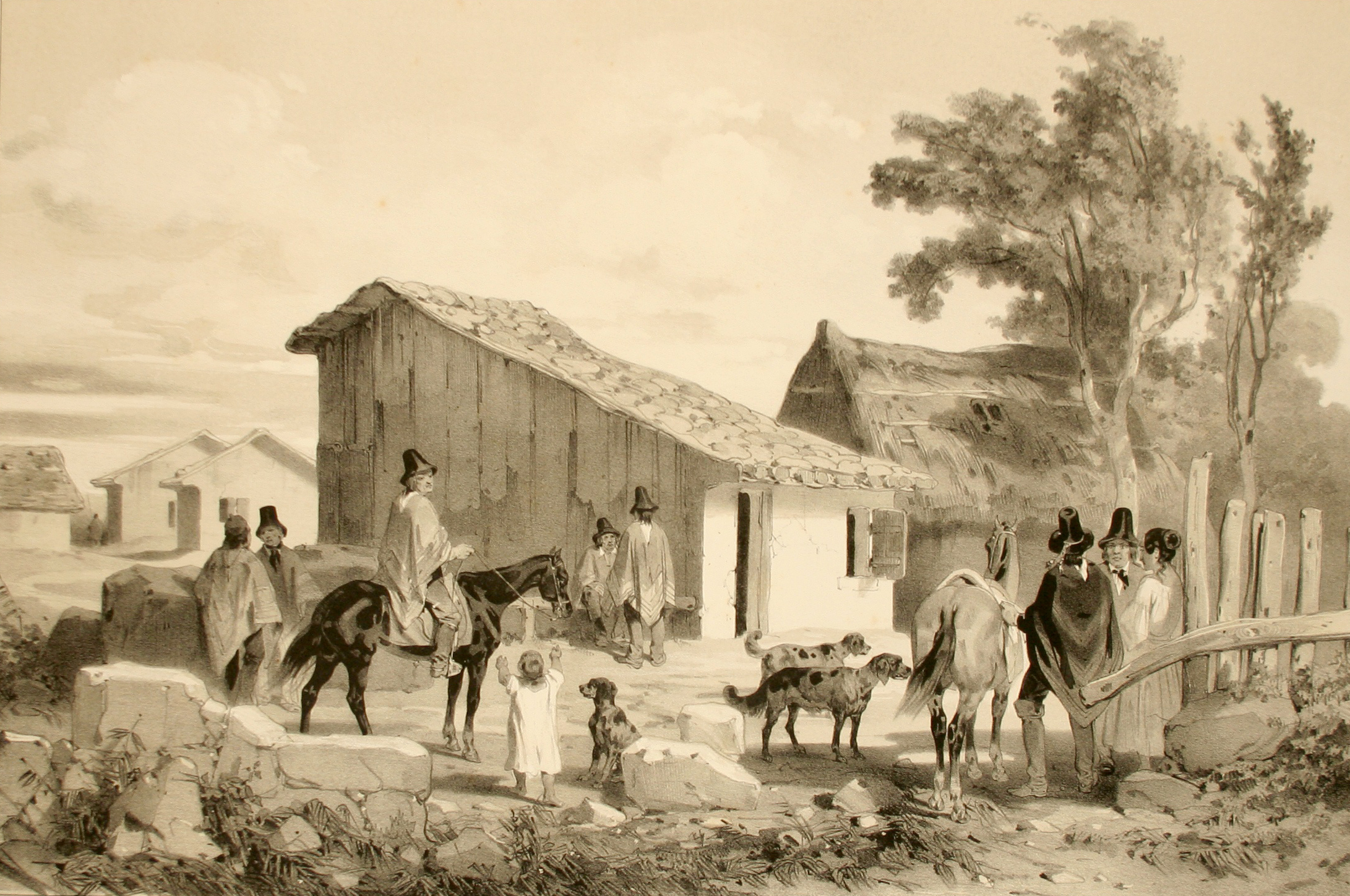
Casa de un cacique mapuche en Concepción en 1846.

Mientras Concepción se traslada a su actual ubicación, fue prohibida la ocupación territorial de Penco, por una disposición de la administración colonial. 
El 20 de febrero de 1835, a las 11:30, tuvo lugar un terremoto de 8,5 MS que afectó severamente a la ciudad. El maremoto posterior arrasó el área ubicada entre los ríos Cachapoal y Valdivia. Destruyó totalmente la ciudad de Concepción. El sismo y sus efectos fueron descritos por Charles Darwin, quien casualmente se encontraba en la zona.
En 1842 la zona de Penco volvió a poblarse, y en ese mismo año el Estado derogó la prohibición de su poblamiento, denominándola Villa Penco, dependiente de la municipalidad de Concepción. En 1898 Penco fue declarada ciudad autónoma.
Desde su fundación, Concepción ha sido una de las ciudades más grandes de Chile, teniendo un importante papel en el desarrollo económico, administrativo y militar del país. Los puertos de Talcahuano, Tomé, San Vicente y Lirquén, que están próximos a la ciudad, la hicieron un centro de exportaciones y, antiguamente, un lugar de llegada de numerosos inmigrantes cuando las costas chilenas eran ruta obligada para los barcos que venían desde Europa.
En el siglo XIX, Concepción impulsó en Chile varias revueltas político-sociales. Juan Martínez de Rozas lideró a los exaltados, tomó el control de la Primera Junta Nacional de Gobierno y creó el congreso nacional. También promocionó su posición y conformó las tres primeras provincias de Chile.
Formó la juventud de Ramón Freire e impulsó las revueltas sociales que impidieron el monopolio de la ciudad de Santiago durante la Patria Vieja, la Patria Nueva y la época de los ensayos constitucionales. El general Manuel Bulnes también nació en esta época.

### SigloXX

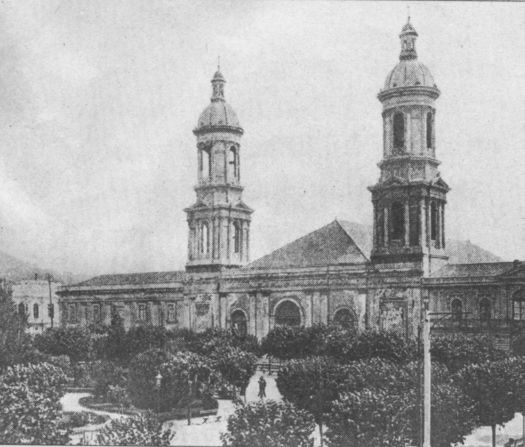
Antigua Catedral de Concepción. Tras el Terremoto de Chillán de 1939 fue demolida por sufrir serios daños estructurales.

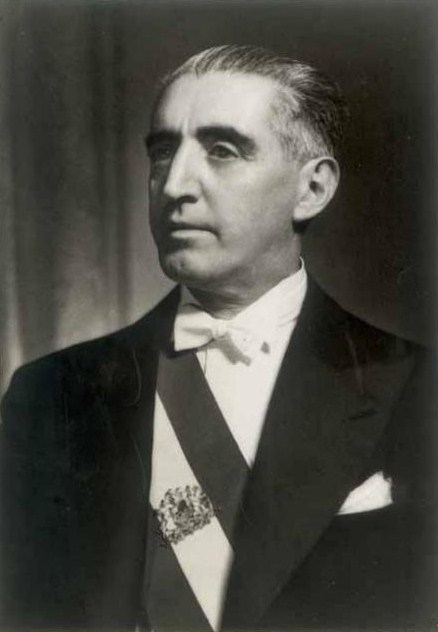
Retrato del Presidente Juan Antonio Ríos (1888-1946), el único Presidente de Chile que no tiene su alma mater en la capital.

En el siglo XX, Concepción se transformó en una cuna de ideales políticos y culturales, llevados a cabo gracias a los grandes capitales derivados de la fiebre del oro, la activación del salitre y la extracción de carbón en Lota. Se construye el Liceo Enrique Molina y, en 1919, se funda la Universidad de Concepción.
En abril de 1987, el papa Juan Pablo II, en el marco de su visita a Chile, estuvo en Concepción durante dos días. Fidel Castro también visitó la ciudad en su momento. El presidente Pedro Aguirre Cerda logra ganar fama y apoyo político desde Concepción. Con Juan Antonio Ríos la situación fue similar. También sucedió la muerte de Sebastián Acevedo por quemarse a lo bonzo en busca de justicia por el secuestro de sus hijos por la dictadura de Pinochet
En 1996, la comuna de Concepción es administrativamente dividida, creándose las comunas de Chiguayante y San Pedro de la Paz, que se convirtieron en ciudades dormitorio de Concepción, y más tarde se conurbaron con la misma.
El crecimiento de Concepción ha sido especialmente rápido a partir de la segunda mitad del siglo XX, llegando a fusionarse con otras localidades de la zona como la ciudad de Talcahuano, y las comunas de San Pedro de la Paz, Chiguayante y Hualpén, esta última separada de Talcahuano en 2004.
La mayoría de los hitos urbanos de Concepción se dan en esta época: la Plaza de la Independencia, la Catedral de la Santísima Concepción, el Mercado Central de la ciudad, el Museo de Historia Natural, la Galería de la Historia, el Hospital regional Guillermo Grant Benavente, Casa del Arte y su mural, todos fueron desarrollados en el siglo pasado.

### SigloXXI
Recientes cambios se han agregado a la estructura urbanista con la incorporación de varios proyectos, como Biovías y el Proyecto Bicentenario. Actualmente, la ciudad y conurbación vive una explosión demográfica, cultural e inmobiliaria que ha experimentado, y que la mantiene como una de las urbes más importantes de Chile.
El 27 de febrero de 2010, se produjo un terremoto de magnitud 8,8 en la escala de Richter, con epicentro a 90 kilómetros al noroeste de la ciudad, causando numerosos daños materiales y un total de 524 muertos. Sin embargo, las consecuencias sociales del sismo fueron casi tan devastadoras como el mismo evento natural, en lo que se conoce como el «terremoto social». Esto, debido a que en las horas y días posteriores al gran sismo, se registraron numerosos saqueos y robos a supermercados, grandes tiendas, casas particulares y todo tipo de almacenes, donde se registraron hurtos de víveres.

### Importancia

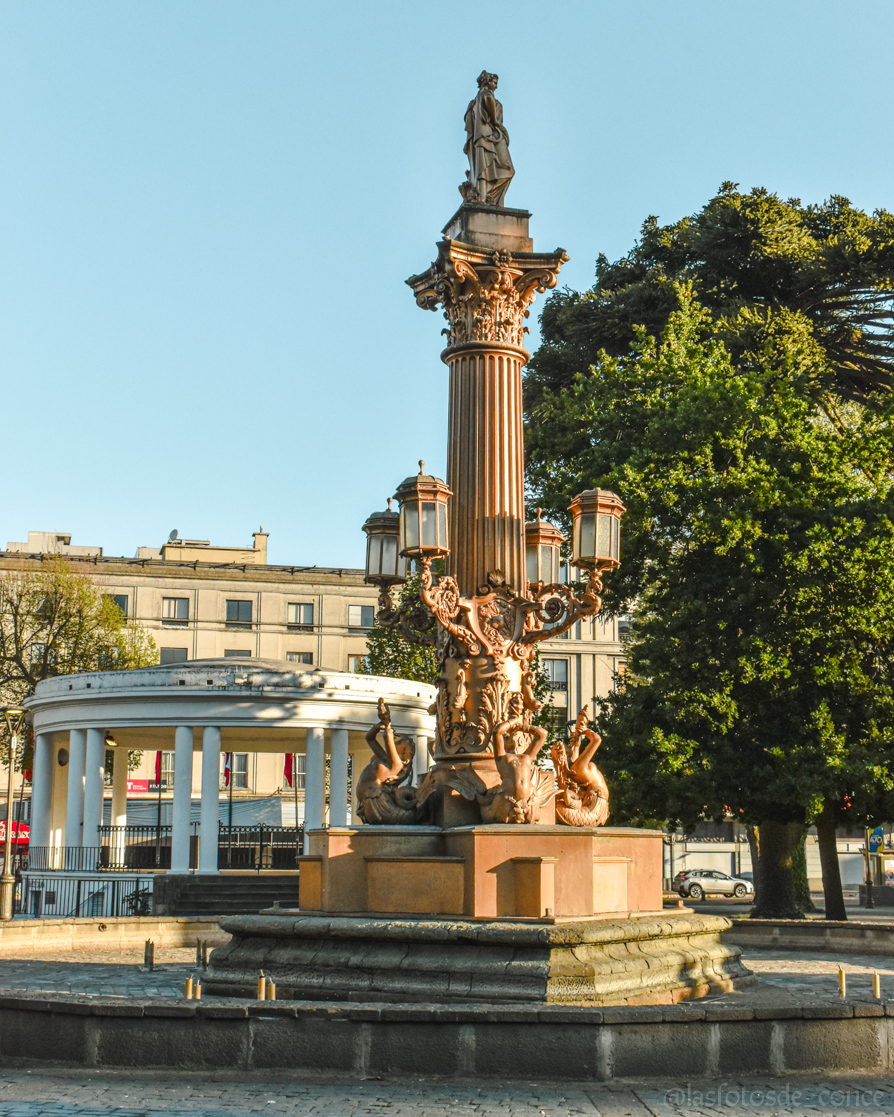
Plaza de la Independencia, donde en 1818 se declaró solemnemente el Acta de Independencia de Chile.

La ciudad de Concepción posee un importante desarrollo económico y demográfico, teniendo desde su fundación una gran relevancia histórica, social y cultural en el país. Ha llegado a ser considerada como uno de los núcleos urbanos, demográfico, administrativo, financiero y comercial más relevantes de Chile, junto a Santiago y Valparaíso.
Si bien la ciudad ya no posee la importancia que alcanzó a tener como sede del Ejército del Reino de Chile y de la Real Audiencia a comienzos de la Guerra de Arauco, hoy es el núcleo de una de las conurbaciones más grandes del país, y la más poblada del sur de Chile, alcanzando una población alrededor del millón de habitantes.
En lo cultural Concepción ha sido, en ciertos períodos, un importante polo de desarrollo, particularmente desde la fundación de la Universidad de Concepción en 1919. Al alero de esta última se crearon, por ejemplo, instituciones tan importantes como el Teatro de la Universidad de Concepción (TUC), escuela y compañía de teatro que funcionó entre los años 1945 y 1973, y que llegó a ser considerada como una de las mejores del país; la Revista Atenea, la cual desde 1924 tiene como objetivo difundir la investigación y la reflexión crítica en el ámbito cultural chileno y latinoamericano, especialmente relacionadas con la literatura, sociología, artes plásticas, historia o filosofía, entre otras disciplinas; y la Orquesta Sinfónica de la Universidad de Concepción, fundada en 1952 bajo la dirección de Wilfried Junge e integrada a la universidad en 1958.
En lo político, la Universidad de Concepción fue la cuna del Movimiento de Izquierda Revolucionaria (MIR), un grupo de extrema izquierda que tuvo su apogeo durante los años sesenta y la Dictadura militar.

## Geografía
La ciudad está ubicada en el Hemisferio sur en Sudamérica, a 36°46′22″ S de latitud y 73°3′47″ O de longitud, con una elevación promedio de 12 m s. n. m., en el Valle de la Mocha entre las planicies litorales y la Cordillera de la Costa. Se encuentra en la Zona Central de Chile, en el centro geográfico del país.
Concepción limita al norte con Hualpén, Talcahuano y Penco, al sur con Chiguayante y Hualqui, al este con Florida y al oeste con el río Biobío y San Pedro de la Paz. La ciudad es marcada geográficamente al encontrarse a los pies de la cordillera de la Costa.]];
Fitogeográficamente, se encuentra en un paisaje propio de las cuencas fluviomarinas, con bosques esclerófilos secundarios.

### Geomorfología
Concepción se encuentra en el Valle de la Mocha, el cual está sentado sobre suelos rocosos. Sobre estos hay terreno arcilloso.
Debido a que el río Biobío ha sufrido por miles de años cambios en la dirección de su caudal, hay sectores de Concepción por los que antiguamente pasaban brazos del río. Generalmente son estos sectores los más afectados por inundaciones.
La geomorfología de la ciudad es irregular debido a su cercanía con la cordillera de la Costa. Concepción, por tanto, es marcada por muchos hitos geográficos como cerros, colinas y depresiones.
La comuna de Concepción se encuentra en una zona de alto riesgo sísmico. Según estudios realizados en el año 1967 por Carlos Galli, la ciudad tiene varias fallas de consideración: Caracol, Chepe, Chacabuco y La Pólvora. Su localización no está claramente definida ni hay conocimiento de su profundidad y alcance. El Plano Regulador Comunal de 2005 señala que "este desconocimiento obliga a tener prudencia y a descartar la edificación de grandes estructuras en sus inmediaciones, y a obras viales que la intercepten". [cita requerida]
Concepción ha sufrido a lo largo de su historia al menos cinco grandes terremotos: en 1751, 1835, 1939 (con epicentro en Chillán), 1960 y 2010 (con epicentro a 90 kilómetros de la ciudad).

## Climatología

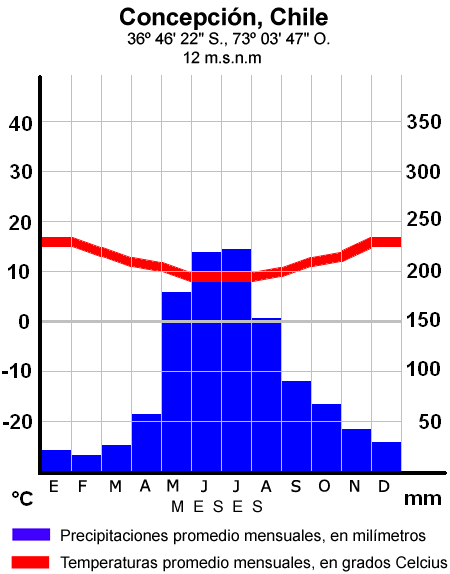
Climograma de Concepción.

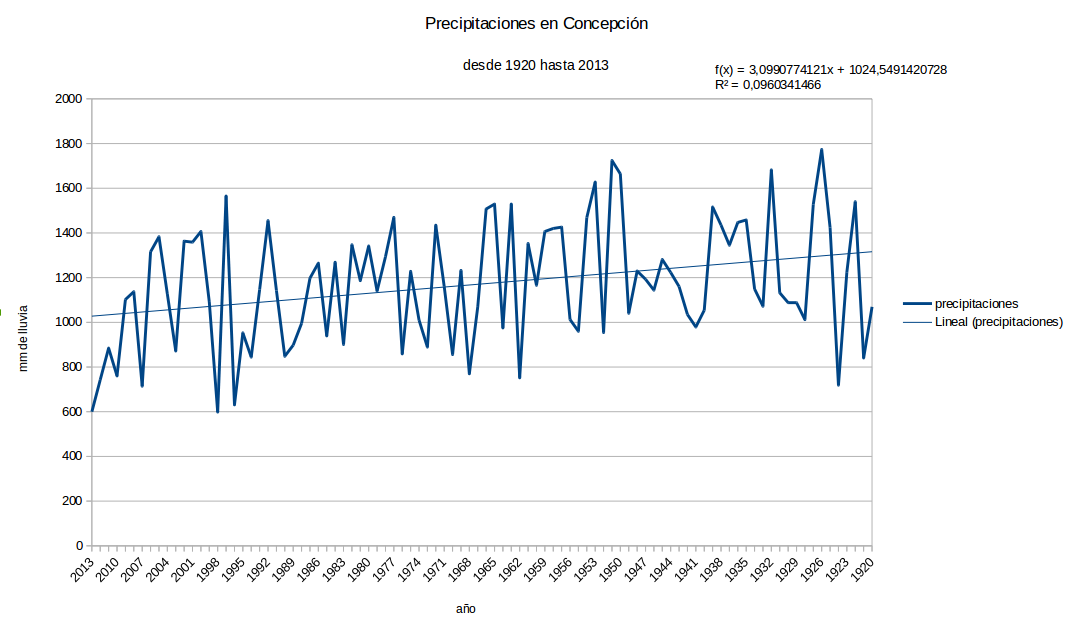
Precipitaciones en Concepción (Biobio) Se muestra un claro descenso en la intensidad de las precipitaciones, así como también las respectivas variaciones de los fenómenos del Niño y la Niña. Dirección Meteorológica de Chile.

El clima es templado oceánico esto debido al ubicarse entre las Planicies litorales y la Cordillera de la Costa (Chile), según la clasificación climática de Köppen es un clima mediterráneo de lluvia invernal (Csb) y clima mediterráneo de lluvia invernal e influencia costera (Csb (i)). 
Su temperatura promedio anual es de 13,1 °C, mientras que la promedio en verano es de 16 °C y en invierno de 10 °C. Las máximas medias en verano oscilan entre 21 °C y 25 °C en ocasiones superando los 28 °C en los días más calurosos rara vez superando los 30 °C. La máxima histórica en la ciudad es de 34,4 °C el día 26 de enero de 2017, registrando más de 40 °C en el interior de la provincia.
Las oscilaciones térmicas son moderadas si consideramos su latitud, esto debido a su cercanía al océano Pacífico. Los veranos son templados y los inviernos suaves. Las precipitaciones se concentran en los meses más fríos, siendo el período de mayo a agosto el que concentra la mayor parte de la lluvia. Por el contrario el verano es seco. Durante el año caen 984 mm promedio.
| Parámetros climáticos promedio de Concepción, Chile (Aeropuerto Internacional Carriel Sur) 1991–2020, extremos 1966–presente | Parámetros climáticos promedio de Concepción, Chile (Aeropuerto Internacional Carriel Sur) 1991–2020, extremos 1966–presente | Parámetros climáticos promedio de Concepción, Chile (Aeropuerto Internacional Carriel Sur) 1991–2020, extremos 1966–presente | Parámetros climáticos promedio de Concepción, Chile (Aeropuerto Internacional Carriel Sur) 1991–2020, extremos 1966–presente | Parámetros climáticos promedio de Concepción, Chile (Aeropuerto Internacional Carriel Sur) 1991–2020, extremos 1966–presente | Parámetros climáticos promedio de Concepción, Chile (Aeropuerto Internacional Carriel Sur) 1991–2020, extremos 1966–presente | Parámetros climáticos promedio de Concepción, Chile (Aeropuerto Internacional Carriel Sur) 1991–2020, extremos 1966–presente | Parámetros climáticos promedio de Concepción, Chile (Aeropuerto Internacional Carriel Sur) 1991–2020, extremos 1966–presente | Parámetros climáticos promedio de Concepción, Chile (Aeropuerto Internacional Carriel Sur) 1991–2020, extremos 1966–presente | Parámetros climáticos promedio de Concepción, Chile (Aeropuerto Internacional Carriel Sur) 1991–2020, extremos 1966–presente | Parámetros climáticos promedio de Concepción, Chile (Aeropuerto Internacional Carriel Sur) 1991–2020, extremos 1966–presente | Parámetros climáticos promedio de Concepción, Chile (Aeropuerto Internacional Carriel Sur) 1991–2020, extremos 1966–presente | Parámetros climáticos promedio de Concepción, Chile (Aeropuerto Internacional Carriel Sur) 1991–2020, extremos 1966–presente | Parámetros climáticos promedio de Concepción, Chile (Aeropuerto Internacional Carriel Sur) 1991–2020, extremos 1966–presente |
| Mes | Ene. | Feb. | Mar. | Abr. | May. | Jun. | Jul. | Ago. | Sep. | Oct. | Nov. | Dic. | Anual |
| --- | --- | --- | --- | --- | --- | --- | --- | --- | --- | --- | --- | --- | --- |
| Temp. máx. abs. (°C) | 34.4 | 34.1 | 30.9 | 27.2 | 25.8 | 22.0 | 21.7 | 25.0 | 28.8 | 27.6 | 32.5 | 33.4 | 34.4 |
| Temp. máx. media (°C) | 23.0 | 22.5 | 21.3 | 18.4 | 15.7 | 13.8 | 13.3 | 14.0 | 15.6 | 17.2 | 19.5 | 21.5 | 18.0 |
| Temp. media (°C) | 17.1 | 16.7 | 15.6 | 13.3 | 11.7 | 10.2 | 9.5 | 10.0 | 10.9 | 12.3 | 14.2 | 15.9 | 13.1 |
| Temp. mín. media (°C) | 11.2 | 10.9 | 10.0 | 8.3 | 7.7 | 6.7 | 5.7 | 6.0 | 6.2 | 7.4 | 8.8 | 10.3 | 8.3 |
| Temp. mín. abs. (°C) | 4.6 | 3.6 | 1.6 | -1.0 | -2.1 | -2.2 | -3.8 | -2.5 | -1.4 | -0.8 | 1.6 | 3.4 | -3.8 |
| Precipitación total (mm) | 9.9 | 14.9 | 22.2 | 68.8 | 151.6 | 221.2 | 168.1 | 148.9 | 77.2 | 53.2 | 27.2 | 21.1 | 984.3 |
| Días de precipitaciones (≥ 1.0 mm)                                                                                           | 1.2 | 1.7 | 2.5 | 5.5 | 9.7 | 13.9 | 12.4 | 11.5 | 7.2 | 5.9 | 3.9 | 2.6 | 78.0 |
| Horas de sol | 327.6 | 279.3 | 252.3 | 185.4 | 131.0 | 111.9 | 133.6 | 154.3 | 196.2 | 244.6 | 286.2 | 317.0 | 2619.4 |
| Humedad relativa (%) | 74 | 76 | 79 | 83 | 87 | 87 | 85 | 83 | 81 | 79 | 77 | 75 | 81 |
| Fuente n.º 1: Dirección Meteorológica de Chile                                                                               | | | | | | | | | | | | | |
| Fuente n.º 2: NOAA (días con precipitación 1991–2020)                                                                        | | | | | | | | | | | | | |

## Hidrografía

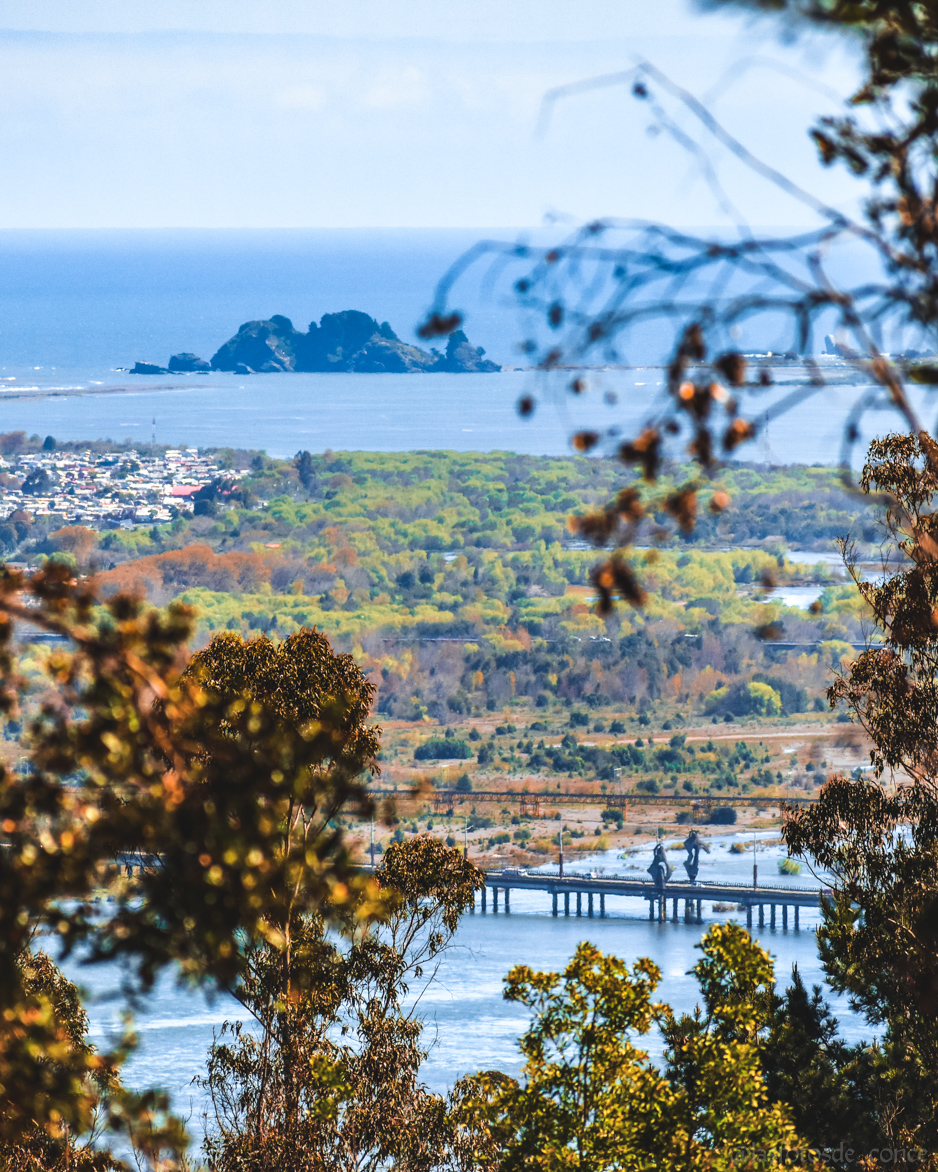
Vista de la desembocadura del río Biobío en el Océano Pacífico.

La comuna se halla entre las cuencas hidrográficas de Costeras e Islas entre río Itata y río Biobío y río Biobío, dónde colinda geográficamente por dos importantes ríos: el Biobío al oeste y el Andalién al norte. Estos demarcan geográficamente a la ciudad. Además es cruzada por el Estero Nonguén, que nace en el valle.
En Concepción, hay además cinco lagunas urbanas: laguna Las Tres Pascualas, laguna Lo Custodio, laguna Lo Galindo, laguna Lo Méndez, laguna Pineda y laguna Redonda. A ellas se suma en el sector rural la laguna Pineda. 
Adicionalmente, en la ciudad se encuentra el humedal Paicaví, que es uno de los más extensos dentro del Gran Concepción, resguardando una gran cantidad de especies, entre ellas, más de 70 especies de aves. En el mes de diciembre de 2017, vecinos y el comité de Protección del Humedal Paicaví protestaron ante la municipalidad por obras de la empresa inmobiliaria Madesal que rellenarían el costal izquierdo del humedal, dañando el cauce del canal, sin permiso municipal. El humedal además cumple una función de evacuación de aguas lluvias.

## Medio ambiente

Trazado simplificado de los ecosistemas y cuerpos de agua presentes en la comuna de Concepción.

Dentro del territorio de la comuna se pueden hallar los siguientes ecosistemas:
- Bosque caducifolio mediterráneo costero donde predominan Nothofagus obliqua y Gomortega keule (En peligro crítico)
- Bosque esclerófilo mediterráneo costero donde predominan Lithrea caustica y Azara integrifolia (En peligro crítico)

### Medidas de protección ambiental y conflictos socioambientales
Hasta 2022, la comuna de Concepción cuenta con las siguientes zonas que cuentan con algún nivel de protección ambiental:
- AAVC Queules De Tomé y Penco (Iniciativa de Conservación Privada)[36]
- Fundo Nonguén (Sitios Ley 19.300)[37]
- Humedal Pichi Mapu (Humedal urbano)[38]
- Humedales Sistema Lacustre Intercomunal Concepción (Sitios ERB)[39]
- Parque Nacional Nonguén (Parque Nacional)[40]

## Localidades y sectores
Concepción concentra una población mayoritariamente urbana, pero también existen localidades rurales principalmente ubicadas en las afueras de la ciudad, hacia la comuna de Florida, tales como, Chaimávida, Villa San Jorge, Agua de la Gloria y Los Puentes.
Por otra parte, la ciudad posee varios sectores, villas y poblaciones. La población urbana se concentra en su Norte desde las carreteras (camino a Penco - Aeropuerto Carriel Sur), así como también en el Oeste desde los límites comunales con Talcahuano y Hualpén (avenida Jorge Alessandri), en el Este desde sector Palomares - Nonguén, desde el Sureste por Camino a Chiguayante - Pedro de Valdivia y desde el Sur por el mismo Río Biobío (límite con San Pedro de la Paz).
- Desde el norte: Vilumanque, Villa Concepción, Villa Universitaria, Villa San Francisco, El Manzano, Isla Andalién, Chillancito, Baquedano, John Kennedy, Teniente Merino, Villa Universidad de Concepción, Lomas de Bellavista, Lomas de San Sebastián, Barrio Norte, Villa Cap, Santa Sabina, Lomas de San Andrés.

- Desde el este: Palomares, Villa Nonguén, Puchacay, Los Lirios, Collao.
- Desde el sureste: Pedro de Valdivia, Pedro de Valdivia Bajo, Agüita de la Perdiz, Cerro la Virgen (Altos de Concepción).
- Desde el oeste: Juan Pablo II, Lorenzo Arenas, Laguna Redonda, Pedro del Río Zañartu, Plaza Cruz, Tucapel Bajo, Cementerio, Barrio Estación (en el centro)
- Central:Centro de Concepción, Barrio Universitario, La Pólvora, Las Tres Pascualas, Plaza Perú, Plaza de Armas.

## Demografía
Según los datos recolectados en 2002 en el censo del Instituto Nacional de Estadísticas, la comuna posee una superficie de 221,6 km² y una población de 216 061 habitantes, de los cuales 103 860 son hombres y 112 201 son mujeres.
Concepción acoge al 11,61 % de la población total de la región. Un 1,88 % (4058 personas) corresponde a población rural y un 98,12 % (212 003) a población urbana.
Entre 1970 y 1982 hay un gran incremento en la población. Una de las causas es la inclusión de San Pedro, segregada de la comuna de Coronel.
Concepción disminuyó fuertemente su población debido a que en 1996 se dividió, creándose Chiguayante y San Pedro de la Paz. En estas comunas la población ha crecido rápidamente ya que se han transformado en «comunas dormitorio» de Concepción, es decir, sectores más residenciales, que no tienen un centro con mucho comercio, como Concepción.
Según el censo de 2017 la población de la comuna es de 223 574 habitantes.

## Administración
Al ser la capital provincial y regional es sede de la Delegación Presidencial Regional y el Gobierno Regional del Biobío. 

### Municipalidad

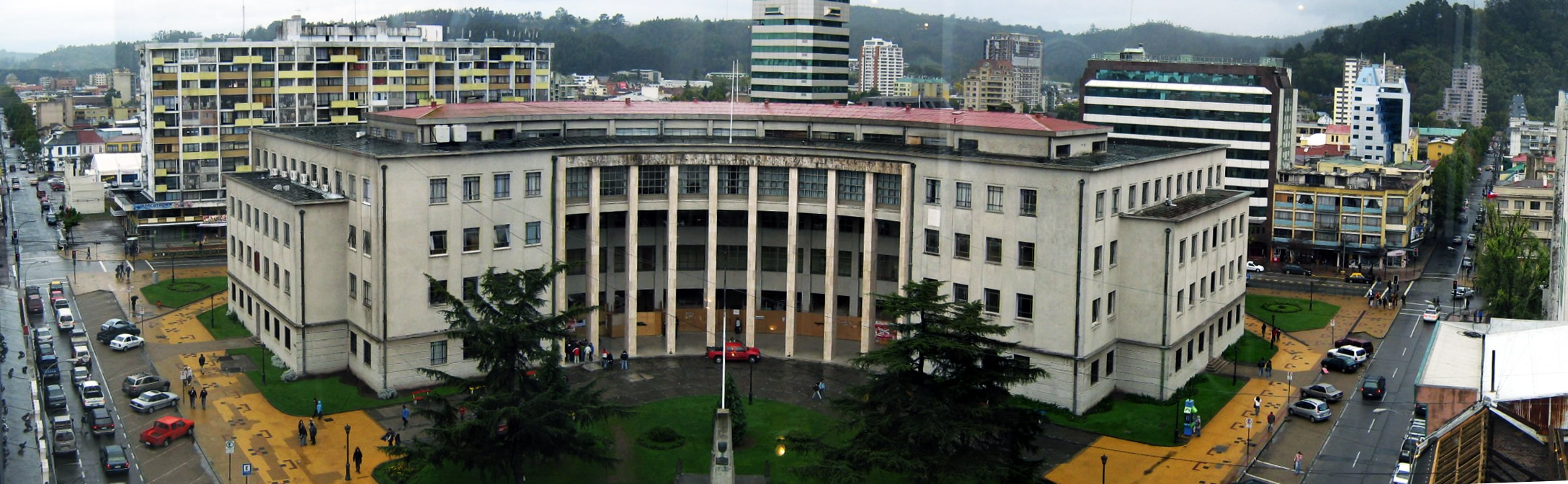
Palacio de los Tribunales.

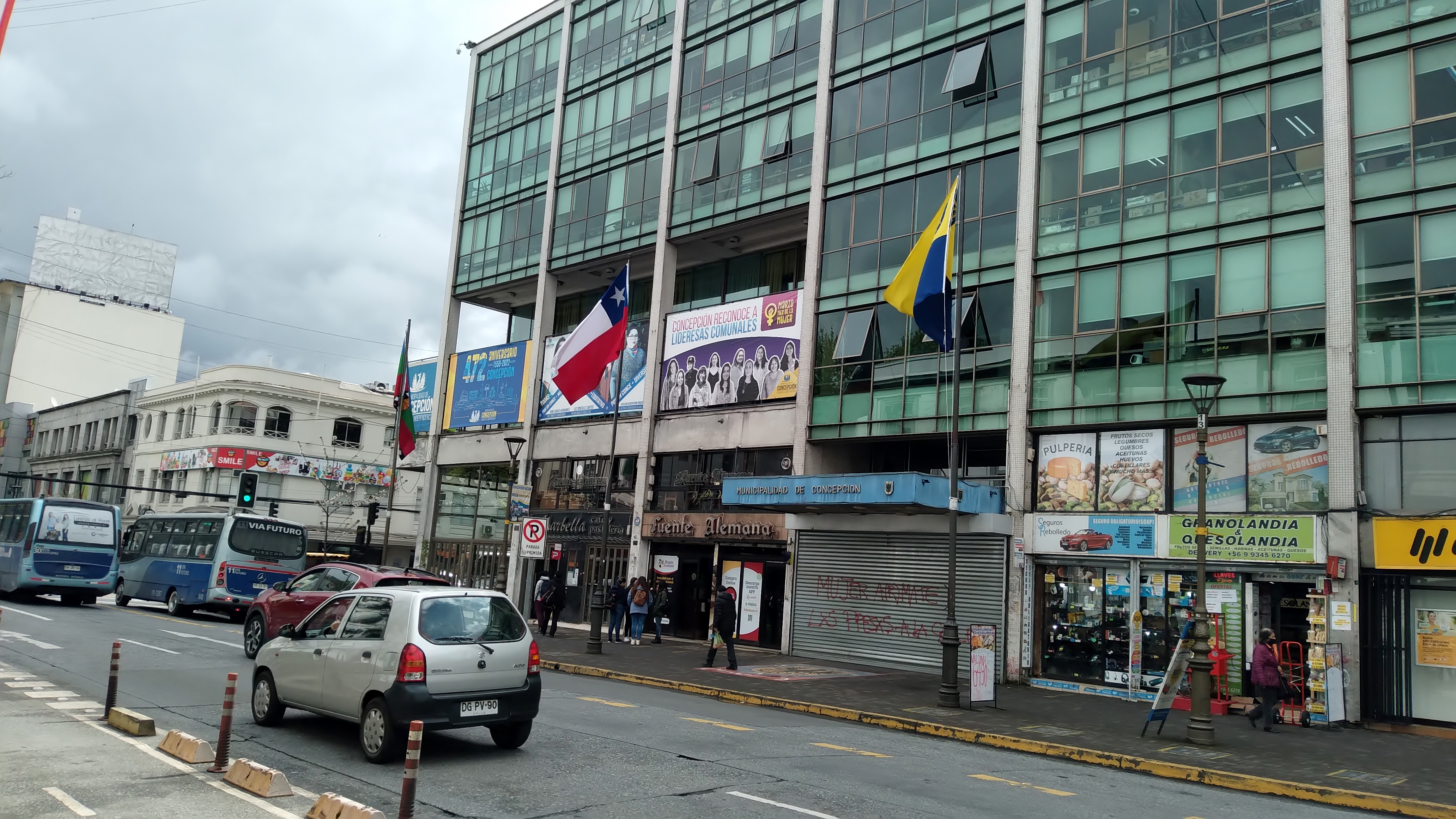
Ilustre Municipalidad de Concepción.

La administración de Concepción corresponde a la Municipalidad de Concepción, corporación autónoma de derecho público, con personalidad jurídica y patrimonio propio. La autoridad de dicha municipalidad para el período 2024-2028 es el alcalde Héctor Muñoz Uribe (PSC). Mientras que el concejo municipal está compuesto por:
- José Piña Faúndez (REP)
- Olimpia Riveros Ravelo (PCCh)
- Eric Riquelme Sanhueza (FA)
- Claudia Arriagada Parra (PI)
- Christian Paulsen Garbarino (UDI)
- Daniel Pacheco Ponce (PSC)
- Miguel Ángel Berríos Gárate (RN)
- Francisca Collipal Lagos (PSC)
- Oscar Ramírez Romero (DC)
- Andrea Estrada Arteaga (REP)

### Historia administrativa
Concepción, en el trascurso de su historia, ha sido administrada de distintas maneras, siendo sede de varias instituciones, cuyas autoridades, administrativas y judiciales, han sido de carácter local, regional y nacional. Estas instituciones han ido cambiando desde La Colonia hasta nuestros días.
Durante época colonial, la institución encargada de los asuntos locales y ciudadanos es el Cabildo de La Concepción. También desde 1565 a 1575 estuvo la Real Audiencia de Chile, en esta ciudad.
Por otro lado, la Capitanía General de Chile se dividía en provincias (denominadas «corregimientos», ya que eran dirigidas por un corregidor). Así, existía la Provincia o Corregimiento de La Concepción, que se encargaba el territorio bajo jurisdicción de la ciudad. Esta provincia, hacia el siglo XVIII, fue disminuyendo su tamaño conforme se iban fundado nuevas poblaciones (ciudades y villas), para una mejor ocupación y manejo del territorio, y se crean nuevas provincias o corregimientos.
En 1786, con las reformas borbónica, se creó la Provincia o Intendencia de Concepción, el que se dividía en partidos (La Concepción, Cauquenes, Itata, Chillán, Puchacay, Rere), regidos por un subdelegado, que eran los sucesores de las antiguas provincias o corregimientos.
El Gobernador - Intendente de Concepción, tenía su sede en la actual calle Aníbal Pinto entre la avenida Libertador Bernardo O'Higgins y la calle Diego Barros Arana, frente a la actual Plaza de la Independencia.
Se conoce que el límite norte de la Intendencia de Concepción era el Río Maule. Posteriormente se crean otros partidos (Linares, Isla de La Laja, Osorno y Valdivia)
Después de la Primera Junta Nacional, se instaura el Primer Congreso Nacional de Chile y se conserva la organización territorial colonial adoptada en 1786, con algunas modificaciones (creación de la Provincia o Intendencia de Coquimbo). Durante el transcurso de la década de 1820, se instituyen, sucesivamente, nuevos marcos de división político-administrativa. Con la Constitución de 1822, se derogan las Intendencias, se crean los departamentos (regidos por un delegado directorial), y se conservan los distritos y cabildos.
Hacia 1823, se crean nuevos partidos (Parral, San Carlos, Coelemu y Lautaro), con lo que el Partido de La Concepción, disminuye su jurisdicción a la ciudad de La Concepción y el puerto de Talcahuano.
Con la Constitución de 1823, se instauran las delegaciones, subdelegaciones y distritos. Los cabildos se transforman en Municipalidades. Los antiguos partidos se transforman en delegaciones. Así surge la Delegación de Concepción. En 1826, con las leyes federales, Chile se divide en 8 provincias, instaurándose la Provincia de Concepción, en el sector central de la antigua intendencia colonial. Al norte queda la provincia de Maule y al sur la provincia de Valdivia. La nueva provincia de Concepción es integrada por 7 delegaciones (Concepción, Chillán, Coelemu, Puchacay, Rere, Lautaro y La Laja). Esta división es luego reconocida por la Constitución de 1828.
Con la Constitución de 1833, Chile se divide en provincias, departamentos, subdelegaciones y distritos.
Así, la provincia de Concepción estaba dividida en: Concepción, Chillán, Coelemu, Lautaro, La Laja, Rere y Puchacay).
La Provincia y el Departamento de Concepción estaban regidos por el Intendente de Concepción, que tenía su sede en el mismo lugar de la antigua Intendencia de Concepción.
Con el paso del tiempo, a partir de la subdivisión de la primitiva provincia de Concepción, se fueron creando otras provincias (Ñuble (1848), Arauco (1852)) y otros departamentos (Arauco, Nacimiento, Talcahuano (1850)). En el plano departamental la jurisdicción alcanza a la ciudad, y Chiguayante (5.ª subdelegación). En el plano provincial, la colonización y administración de los territorios al sur del Biobío y al norte de la provincia de Valdivia, pasan a ser competencia del nuevo Intendente de Arauco, con sede en Los Ángeles. A medida que avanza la ocupación y colonización del territorio al sur del río Biobío, se modifica la organización territorial de esta zona. Así, la provincia de Arauco origina la provincia de Biobío, la nueva provincia de Arauco y el Territorio de Colonización de Angol en 1875. En 1887, se crean la provincia de Malleco y provincia de Cautín, a partir de la subdivisión y reorganización de la nueva provincia de Arauco y el Territorio de Colonización de Angol.
Durante el siglo XIX, nace la Ilustre Municipalidad de Concepción, que continúa con los labores del antiguo cabildo, en la administración local del Departamento de Concepción. La municipalidad es dirigida por tres alcaldes y varios regidores. Es presidida por el Intendente de Concepción.
Durante la segunda mitad del siglo XIX la pujanza de la ciudad fue notoria, y en 1886 se construyó una empresa local de tranvías tirados por caballos (carros de sangre). Estos eran de manufactura estadounidense (John Stephenson Company de Nueva York), pero de dos pisos como los construidos en Inglaterra. Aunque de efímera duración, los carros o tranvías penquistas estuvieron entre los primeros del país.
En 1876, los tres alcaldes comenzaron a ser elegidos. En 1891, con la Ley de Comuna Autónoma, las municipalidades pasan a tener más atribuciones en el orden local y una mayor autonomía. Debido a esta Ley, se dicta el Decreto de Creación de Municipalidades, que crea dos nuevas municipalidades en el Departamento de Concepción: Penco (subdelegaciones 8.ª Palomares y 9.ª Penco) y Hualqui (subdelegaciones 5.ª Chiguayante, 6.ª Nonquén y 7.ª Hualqui). La Municipalidad de Concepción administra las subdelegaciones 1.ª San José, 2.ª Santo Domingo, 3.ª San Agustín y 4.ª La Merced.
A comienzos del siglo XX, la firma W.R. Grace & Company, una firma de vapores de los EE. UU., adquiere la franquicia para construir un tranvía eléctrico en la ciudad, que constituía la tercera más grande del país y el segundo puerto más importante. La "Compañía Eléctrica de Concepción" contrató a la General Electric (G.E.) para la instalación, y ordenó tranvías eléctricos de la empresa Brill, de Filadelfia, abriendo una línea interurbana, de 15 km de extensión, entre Concepción y Talcahuano en 1908. Líneas locales de tranvías eléctricos se inauguraron en ambas ciudades año más tarde, los que también fueron instalados por la firma G.E., que empleaban carros Brill de dos pisos, conducidos por chóferes de género femenino.
En 1925, se crea la comuna de Chiguayante. En 1927, debido a la Constitución de 1925, la municipalidad penquista empieza a ser dirigida por un alcalde y varios regidores, quienes son elegidos por votación popular.
En febrero de 1928, entra en vigencia el DFL N.º 8582, que suprime la Provincia de Arauco, los departamentos de Talcahuano, Puchacay, Coelemu, Rere, Lautaro, Lebu y Cañete; modifica el Departamento de Arauco y crea los departamentos de Tomé, Yumbel y Coronel. Con el DFL 8583, el Departamento de Concepción pasa a ser integrado por las comunas-subdelegaciones de Concepción, Talcahuano, Penco y Hualqui.
Tiempo después, en el plano provincial se restituye la provincia de Arauco, y en el plano local, el Departamento de Talcahuano con su comuna-subdelegación homónima.
Desde octubre de 1973, durante toda la dictadura militar, los alcaldes de la Municipalidad de Concepción fueron designados por la autoridad a nivel central.
Durante los años 70 se estableció un nuevo modelo para la organización territorial chilena. El país estaría subdividido en regiones (dirigidas por intendentes), divididas en provincias (dirigidas por gobernadores provinciales). Las provincias son conformadas por comunas, administradas por las municipalidades, que son dirigidas por un alcalde.
En el marco de esta modificación se crea la VIII Región del Biobío, dividida en cuatro provincias: Arauco, Biobío, Concepción y Ñuble. Concepción queda como capital provincial y regional.
Con la vuelta a la democracia en los años 1990, y junto con la nueva Ley de Municipalidades, estas (incluida la penquista) pasan a ser regidas por un alcalde, que preside el Concejo Municipal (integrado por concejales). Estos puestos vuelven a ser elegidos por votación popular en 1994. En 1995, se crean las Municipalidades de Chiguayante y San Pedro de la Paz, que administran los sectores respectivos.

### Representación parlamentaria
La comuna de Concepción es representada en el Senado de la República por los senadores Sebastián Keitel ind-Evópoli, Gastón Saavedra del PS y Enrique van Rysselberghe Herrera de la UDI. A su vez, en la Cámara de Diputados desde el 11 de marzo de 2022 es representado por los diputados:
- Francesca Muñoz (PSC)
- Félix González (PEV)
- Sergio Bobadilla (UDI)
- Marlene Pérez (ind-UDI)
- Leonidas Romero (PNL)
- Eric Aedo (PDC)
- Roberto Arroyo (PSC)
- María Candelaria Acevedo (PCCh)

## Economía
Históricamente, tanto la región como la urbe se han caracterizado por presentar una fuerte presencia de la industria manufacturera. Esto, junto con ser un importante centro de distribución y servicios, sienta las bases de la economía penquista.
En 2018, la cantidad de empresas registradas en Concepción fue de 13.128. El Índice de Complejidad Económica (ECI) en el mismo año fue de 2,88, mientras que las actividades económicas con mayor índice de Ventaja Comparativa Revelada (RCA) fueron Reparación de Transmisores de Radio y TV, Aparatos para Telefonía y Telegrafía con Hilos (29,58), Cultivos Hidropónicos y Hortalizas en Invernaderos (29,45) y Cría de Aves de Corral para Producción de Huevos (19,57).

### Comercio
El polo comercial de la ciudad se encuentra concentrado en el centro de esta, alrededor de la Plaza Independencia, el paseo peatonal Alonso de Ercilla y Zúñiga y en las cercanías de las avenidas más importantes de la ciudad.
La calle Diego Barros Arana es un claro ejemplo de esta concentración. Aquí se desarrolla gran parte del comercio de la ciudad y del Gran Concepción. De hecho hasta 1907 esta vía se denominaba "calle Comercio".
Sobre su trazado, entre las calles Carlos Castellón y Aníbal Pinto, se ubica una sección del paseo peatonal Alonso de Ercilla y Zúñiga construido en 1981. En él está concentrada una gran cantidad de tiendas comerciales. Otro espacio público que está sobre aquella calle es el Bulevar Diego Barros Arana, usando el espacio comprendido por seis cuadras entre avenida Arturo Prat y calle Caupolicán. En el marco de los proyectos del Bicentenario de Chile, se ha estado desarrollando otro polo comercial alrededor del Barrio Estación y el nuevo Barrio Cívico de Concepción.

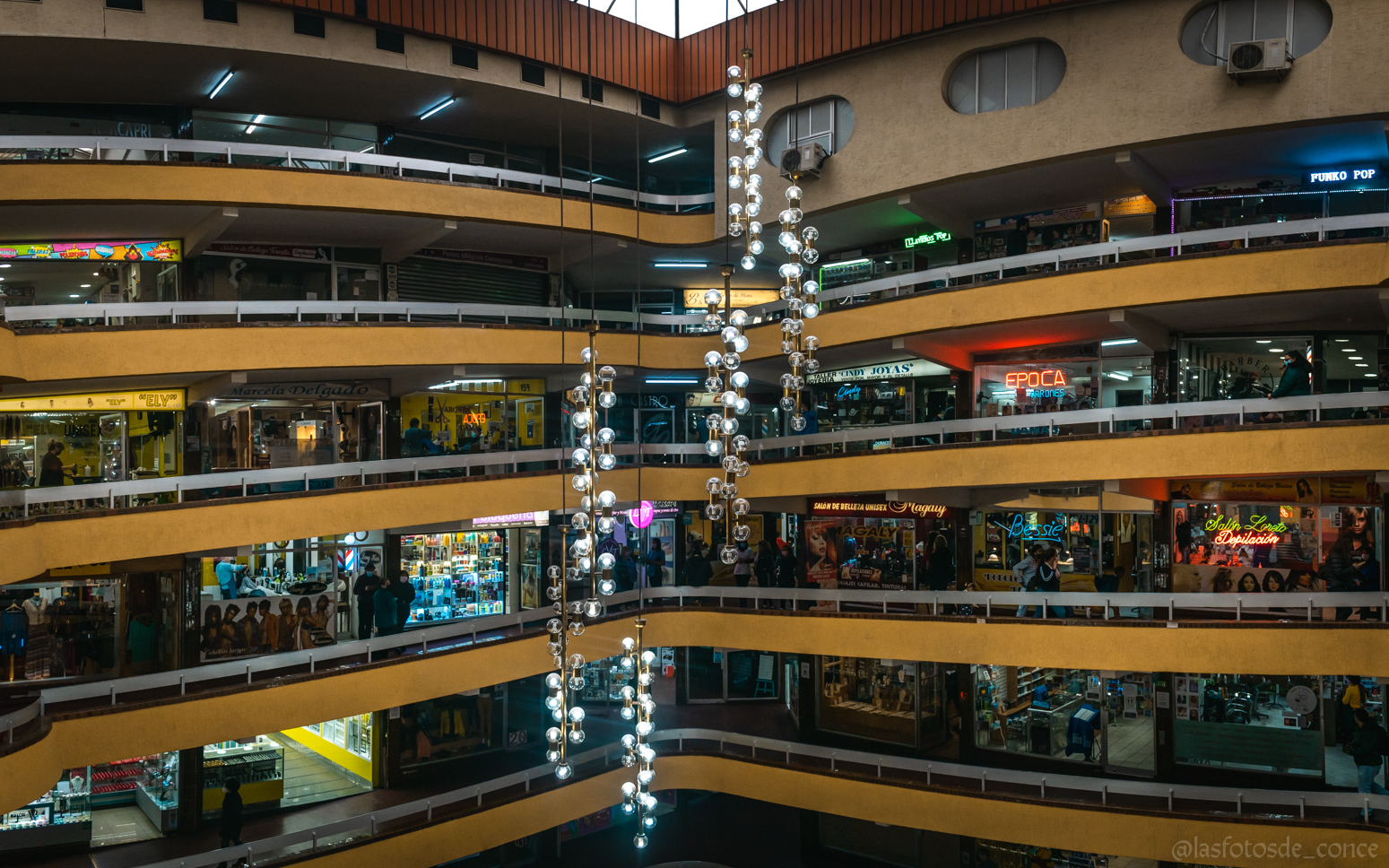
Interior de la Galería Caracol

Por otra parte, un importante porcentaje del comercio penquista se desarrolla fuera de la ciudad, en comunas como Hualpén, Talcahuano y San Pedro de la Paz, donde existen centros comerciales, como el Mall Plaza del Trébol, muy concurridos, y donde también se está desarrollando un renovado desarrollo comercial.
Otros focos comerciales, relacionados con la alimentación, son la Vega Monumental y el Mercado Central de Concepción, lugares donde se ofrecen servicios variados y productos agrícolas y ganaderos. Este último fue afectado por un incendio el día 28 de abril de 2013, el cual afectó gran parte de su estructura, forzando a los dueños de diferentes locales a vender sus productos fuera de las ruinas del mercado. El nuevo "Mercado del Gran Concepción", fue inaugurado en julio del 2017, como medida provisoria a la espera de la reubicación final de los locatarios.
Uno de los hitos comerciales más importantes del centro de la ciudad corresponde a las galerías comerciales ya que a su relevancia comercial se agrega a que poseen una gran importancia desde el punto de vista urbanístico y social.

## Relaciones internacionales
La ciudad de Concepción es sede de una serie de instituciones de relaciones internacionales, tales como la Unidad Regional de Asuntos Internacionales (URAI) del Gobierno Regional del Biobío, encargada del análisis y gestión de las relaciones bilaterales y multilaterales de la región con América Latina y el resto del mundo, la Comisión de Relaciones Internacionales del Consejo Regional del Biobío, la oficina regional del Servicio Nacional de Migraciones, la oficina regional de la Dirección General de Promoción de Exportaciones (ProChile), el Departamento de Migraciones y Policía Internacional de la Policía de Investigaciones, y la Oficina de Migrantes de la Municipalidad de Concepción.
En materia de relaciones internacionales y educación superior, los principales actores dentro de Concepción son la Dirección de Relaciones Internacionales y Centro de Estudios Europeos (CEE) de la Universidad de Concepción, la Dirección General de Relaciones Institucionales de la Universidad del Bio-Bío, la Dirección de Relaciones Internacionales de la sede Concepción de la Universidad del Desarrollo, y la Dirección de Relaciones Institucionales, y Centro de Estudios y Desarrollo Asia Pacífico (CEDAP) de la Universidad Católica de la Santísima Concepción. 

### Consulados
| - Alemania (Consulado Honorario) - Argentina (Consulado) - Bélgica (Consulado Honorario) - Canadá (Consulado Honorario) - Ecuador (Consulado Honorario) - España (Consulado Honorario) - Finlandia (Consulado Honorario) | - Francia (Consulado Honorario) - Hungría (Consulado Honorario) - Italia (Consulado Honorario) - México (Consulado Honorario) - Países Bajos (Consulado Honorario) - Polonia (Consulado Honorario) |

## Cultura
Concepción es una ciudad con una intensa actividad cultural, debido a su amplia movilidad estudiantil, la presencia de importantes museos y por ser el lugar de origen de varios artistas reconocidos tanto a nivel nacional como internacional.

### Hitos urbanísticos
Entre las edificaciones más características de la ciudad se encuentran:
| Nombre                                   | Descripción | Ubicación                               | Imagen |
| ---------------------------------------- | --- | --------------------------------------- | ------ |
| Arco Universidad de Concepción           | Antigua Facultad de Medicina de la Universidad de Concepción, y principal ingreso a esta                             | Ciudad Universitaria de Concepción      |        |
| Campanil de la Universidad de Concepción | Patrimonio Arquitectónico de Concepción                                                                              | Ciudad Universitaria de Concepción      |        |
| Palacio Tribunales de Concepción         | Patrimonio arquitectónico de Concepción                                                                              | Plaza René Schneider                    |        |
| Catedral de la Santísima Concepción      | Sede de la arquidiócesis de la Santísima Concepción y uno de los principales templos de la Iglesia Católica en Chile | Plaza de la Independencia               |        |
| Palacio Hirmas                           | Obra de estilo neoclásico actualmente utilizada por Johnson                                                          | Barros Arana 691                        |        |
| Ex-Estación Central de Concepción        | Actual edificio de GoRe Biobío                                                                                       | Barrio Cívico de Concepción             |        |
| Barrio Cívico de Concepción              | Barrio donde se ubican dependencias públicas regionales                                                              | Frente a Plaza España                   |        |
| Teatro Regional del Biobío               | Teatro regional | Barrio Cívico de Concepción             |        |
| Casa Esquerre                            | Edificio art deco | Barros Arana 171                        |        |
| Edificio Tribunales                      | Edificio moderno | Tucapel 452                             |        |
| Mercado Central de Concepción            | Antiguo Mercado de alimentos y restaurantes (afectado por incendio y trasladado a calle Prat)                        | Entre Caupolicán, Maipú, Rengo y Freire |        |

### Música

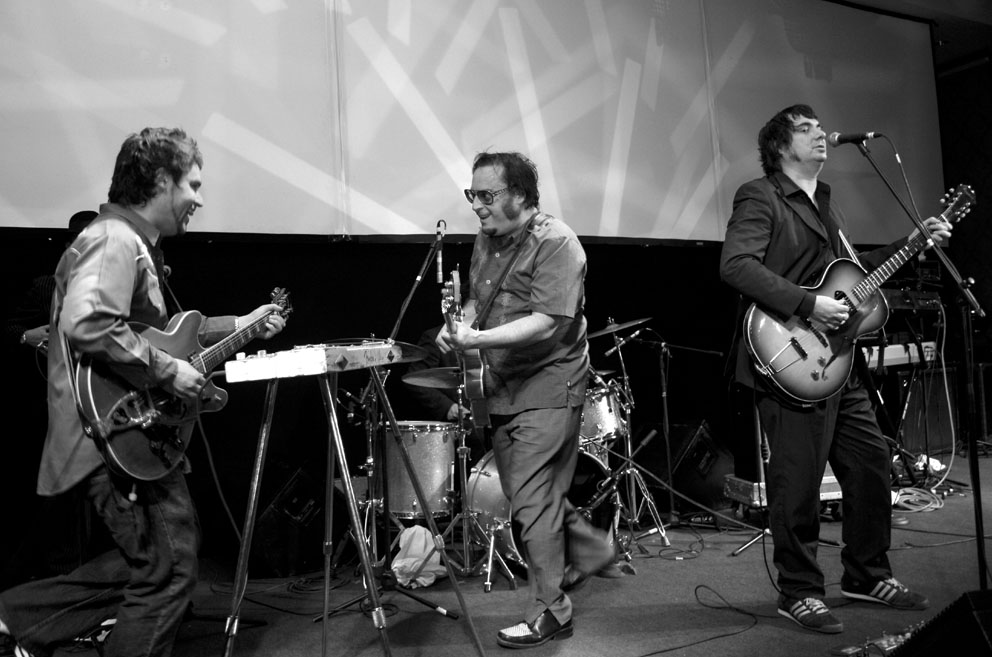
La banda Los Tres nació en la ciudad de Concepción.

Concepción es considerada, por los propios penquistas, como «La cuna del rock chileno», ya que numerosas bandas de ese género se han fundado en esta ciudad, como las bandas reconocidas internacionalmente: Los Tres, Los Bunkers, De Saloon; y también bandas a nivel nacional, como: Emociones Clandestinas (el primer grupo de la ciudad que se dio a conocer en Chile), Santos Dumont, Machuca, Niño Cohete, La Julia Smith, Cuti Aste, Julius Popper, Mantarraya, Cholomandinga. Asimismo, reconocidos músicos han declarado que sus primeras presentaciones masivas se han dado en esta ciudad, como es el caso de Los Prisioneros.
Concepción posee una importante cantidad de universidades y otras instituciones educacionales que le dan la calidad de ciudad universitaria, y que representan además una alternativa para varias regiones de Chile. Es por esto que en Concepción, se da un efecto conocido como feedback (en inglés: retroalimentación), ya que es una ciudad conformada por muchos jóvenes que proceden de otras partes de Chile. Esto hace que la ciudad se caracterice por la cultura juvenil en ámbitos como la música, el arte, las demandas sociales, etc.

### Museos

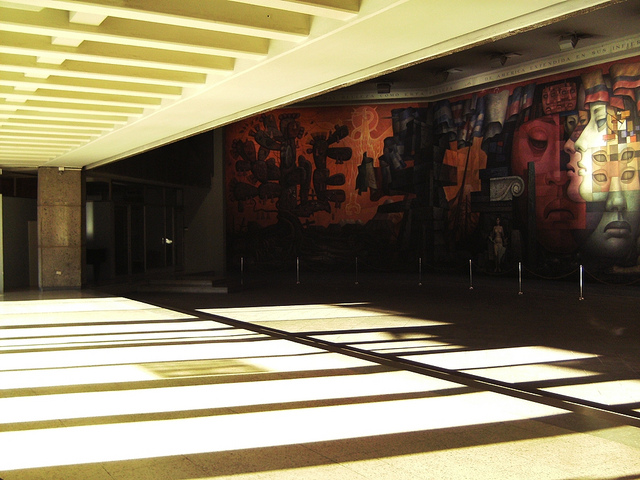
Entrada Casa del Arte junto con el mural Presencia de América Latina.

El más importante es la Casa del Arte, perteneciente a la Universidad de Concepción, y que alberga la más completa colección de pintura chilena, compuesta por obras de distintas épocas que ascienden al día de hoy a más de 1800 obras, además del mural Presencia de América Latina, Monumento Histórico Nacional creado por el mexicano Jorge González Camarena. El campus de la Universidad sobre el cual se emplaza, conocida como Ciudad Universitaria de Concepción, es a su vez uno de los núcleos culturales más importantes de la Región del Biobío, donde se encuentra el mayor patrimonio arquitectónico de la ciudad.
A nivel comunal es destacable también la Galería de la Historia, que cuenta, como lo dice su nombre, la historia de la ciudad.
También está el Museo de Historia Natural de Concepción, el cual posee una de las colecciones arqueológicas más importantes de Chile, y bajo la tutela de la Universidad de Concepción, está la Casa del Arte, también conocida como Pinacoteca, museo que alberga la colección pictórica chilena más valiosa e importante del país.
Recientemente se han hallado restos de alfarería, en el área del humedal Los Batros, se afirma que correspondería a una cultura existente 8 siglos atrás.[cita requerida]

### Festividades y focos culturales

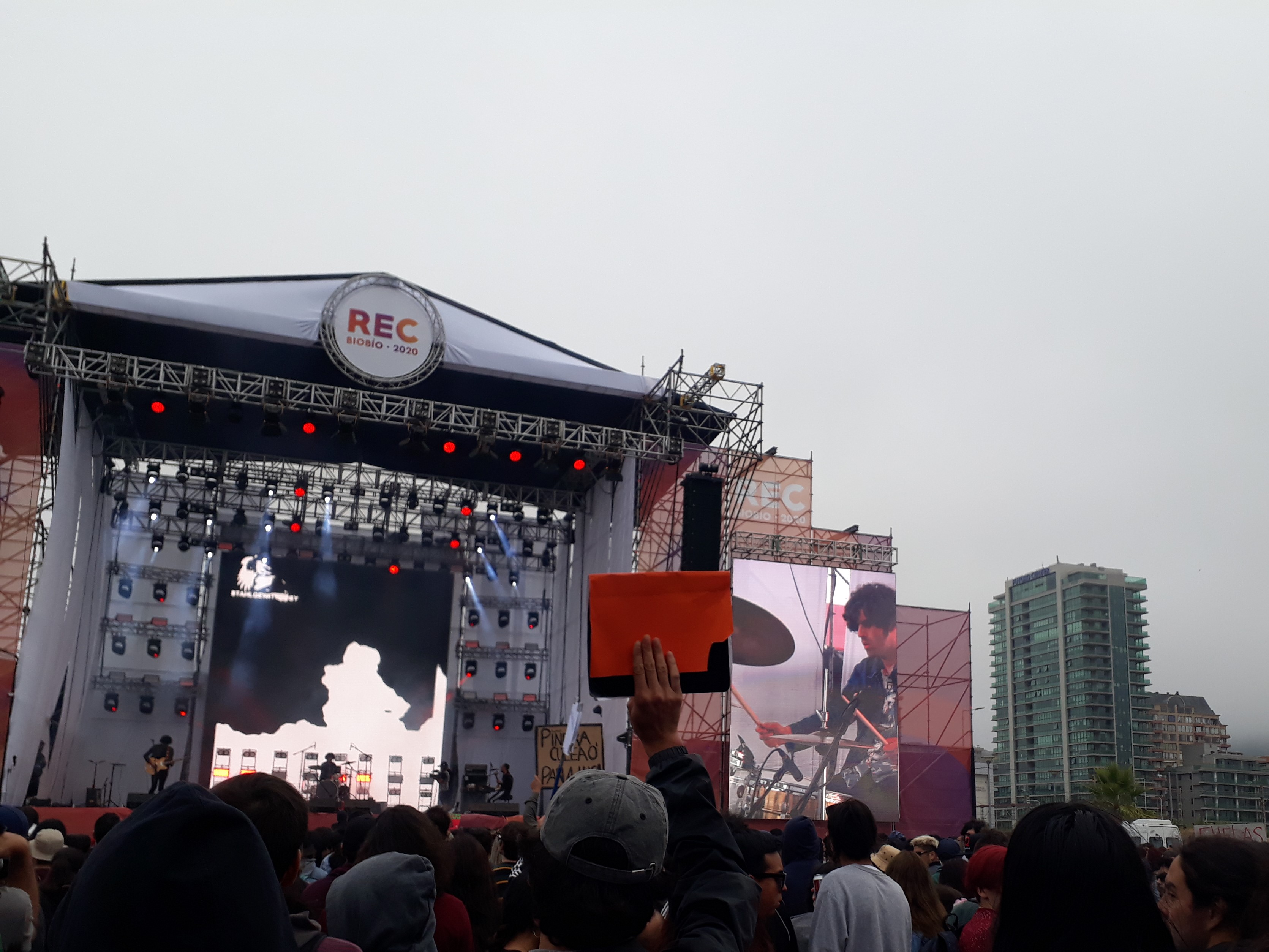
Festival Rock en Conce, 2020.

En el año 2014, se comenzó a gestar la realización del festival Rock en Conce, realizado al aire libre en el Parque Bicentenario de la ciudad y cuyo acceso es gratuito. El objetivo del festival sería reivindicar el foco musical que representaba la ciudad y que le ganó la reputación de ser la cuna del rock chileno y, de paso, convertirse en un gran atractivo turístico para la ciudad. Su primera edición tuvo lugar el sábado, 7 de marzo de 2015, y desde entonces se ha realizado con gran éxito todos los años a finales del verano, poniendo en escena a bandas locales emergentes junto con importantes y consagrados artistas de la escena nacional e internacional.
Además de Rock en Conce, la festividad más importante desarrollada en la ciudad es el tradicional Día de Concepción, que se celebra el 5 de octubre de cada año, en conmemoración de la fundación de la ciudad. Las celebraciones incluyen actos cívicos, presentaciones especiales, y un carnaval. Ya más recientemente la expresión «día de Concepción» se ha extendido a «mes de Concepción», ya que se acostumbran a realizar actividades durante todo octubre.

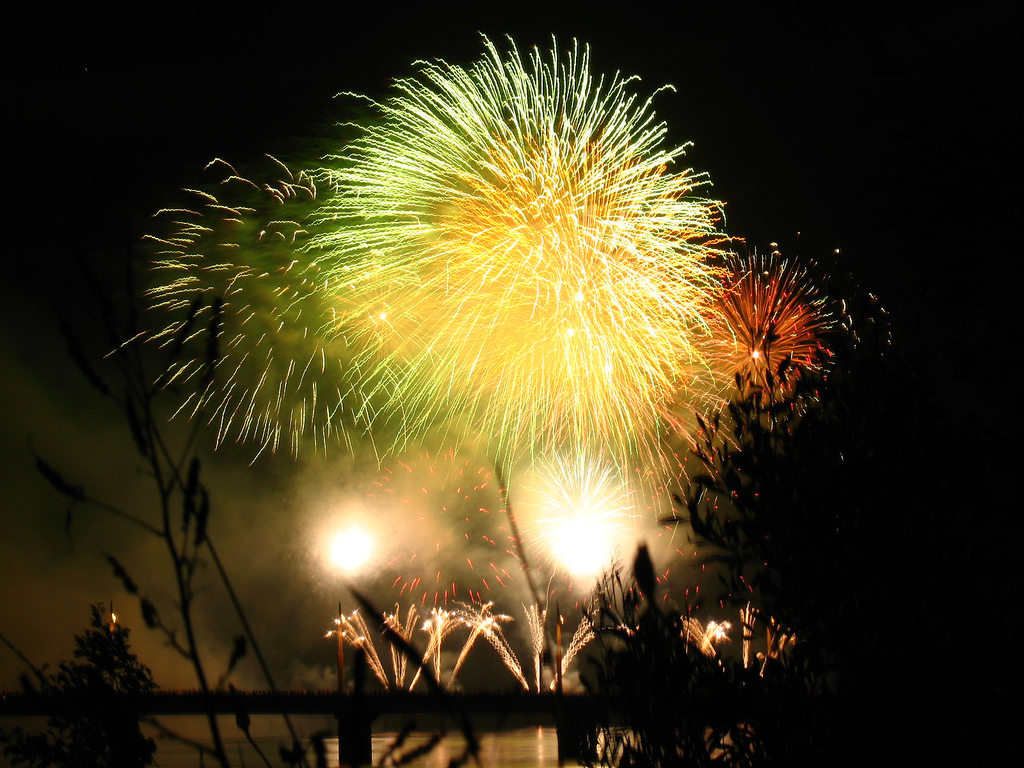
Celebraciones por la llegada del 2007 en Concepción.

Otra celebración que se realiza es la del Día de la Hispanidad, en el que la numerosa colonia española residente en Concepción se hace presente. Esta festividad se realiza todos los 12 de octubre.
Durante las Fiestas Patrias, se celebra la Fiesta de la Chilenidad penquista, teniendo como núcleo el Parque Ecuador y el Parque Bicentenario, donde se instalan fondas y ferias.
Uno de los más importantes focos culturales de la ciudad, y que es reconocido a nivel nacional, es la Feria Internacional de Arte Popular. En esta feria exponen artesanos no solamente de la zona, sino que también de todo el mundo. Es la feria de su tipo más grande a nivel nacional.

## Sitios de interés

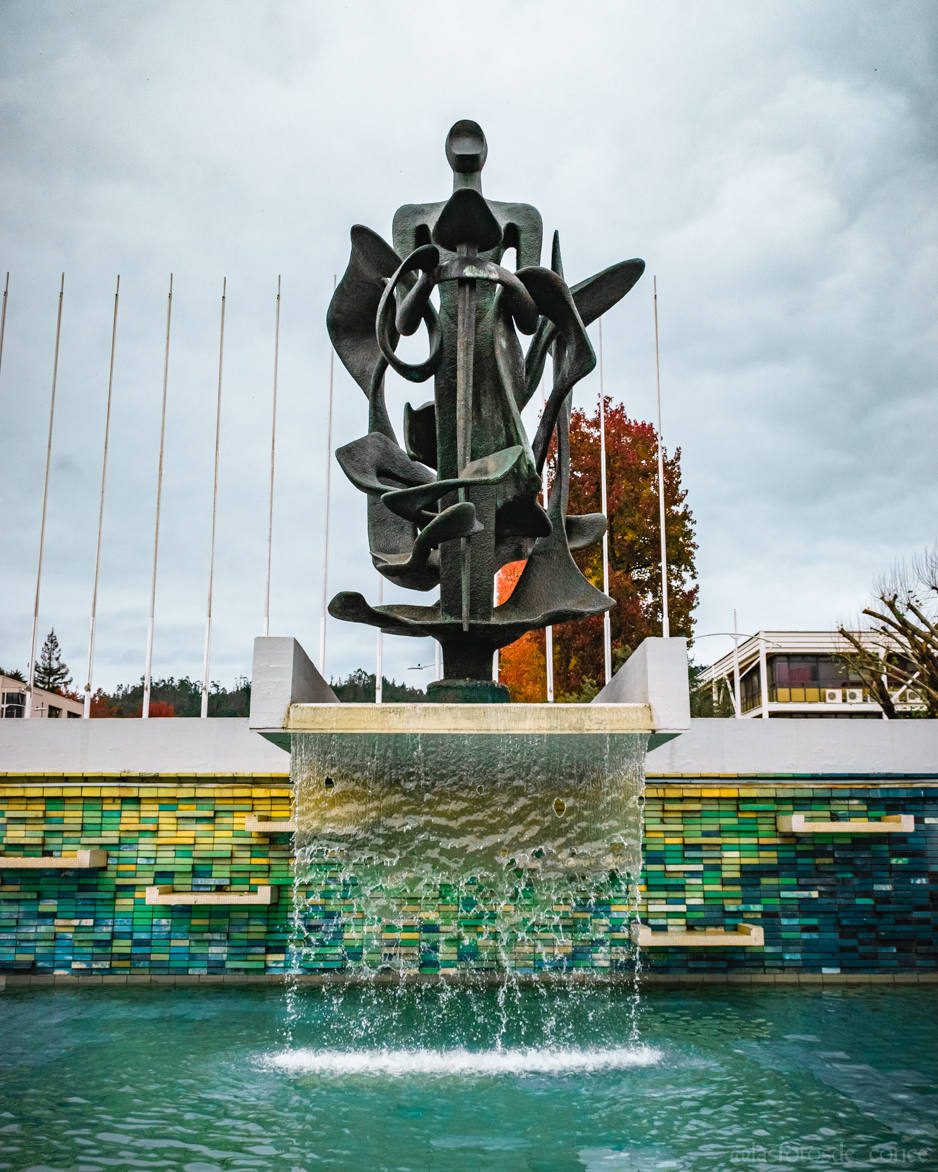
Escultura Homenaje al espíritu de los fundadores...

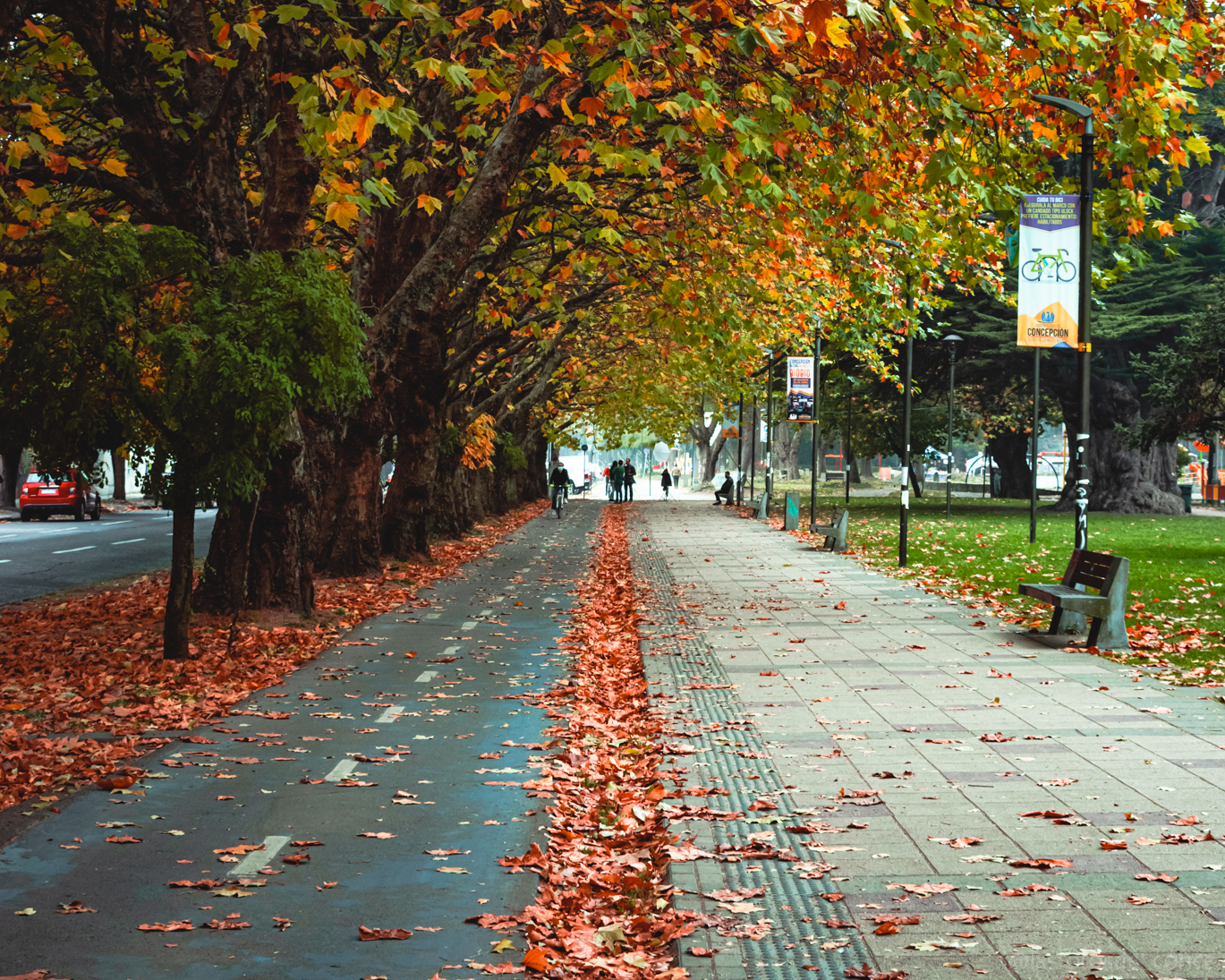
Vista del Parque Ecuador, en las faldas del Cerro Caracol.

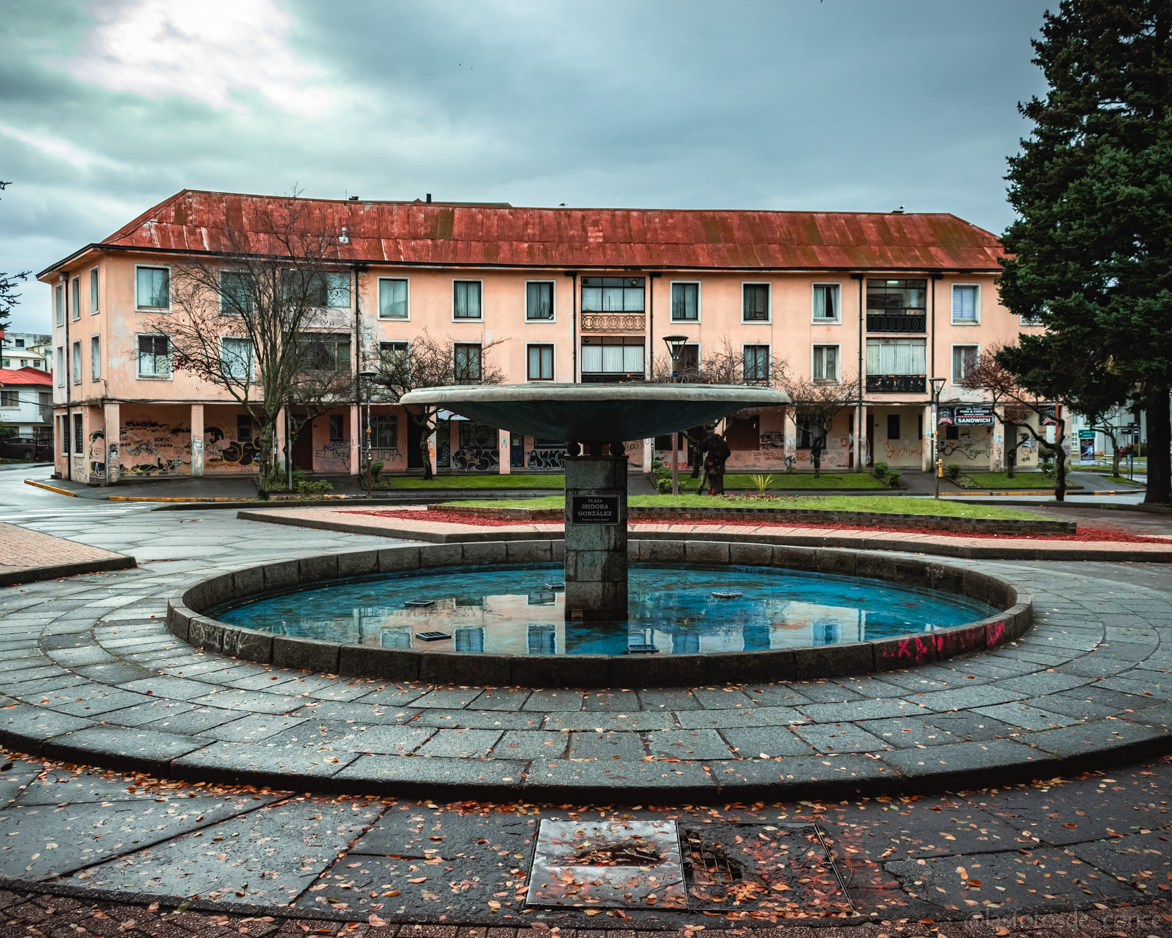
Plaza Perú

La Plaza de la Independencia está emplazada entre las calles O'Higgins, Caupolicán, Barros Arana y Aníbal Pinto. Junto a la plaza destacan la Catedral de la Santísima Concepción, el Teatro Universidad de Concepción, el Edificio Pedro de Valdivia y los Estacionamientos Subterráneos Catedral. En la Catedral de la Santísima Concepción se encuentra el Museo de Arte Sagrado de la Universidad Católica de la Santísima Concepción.

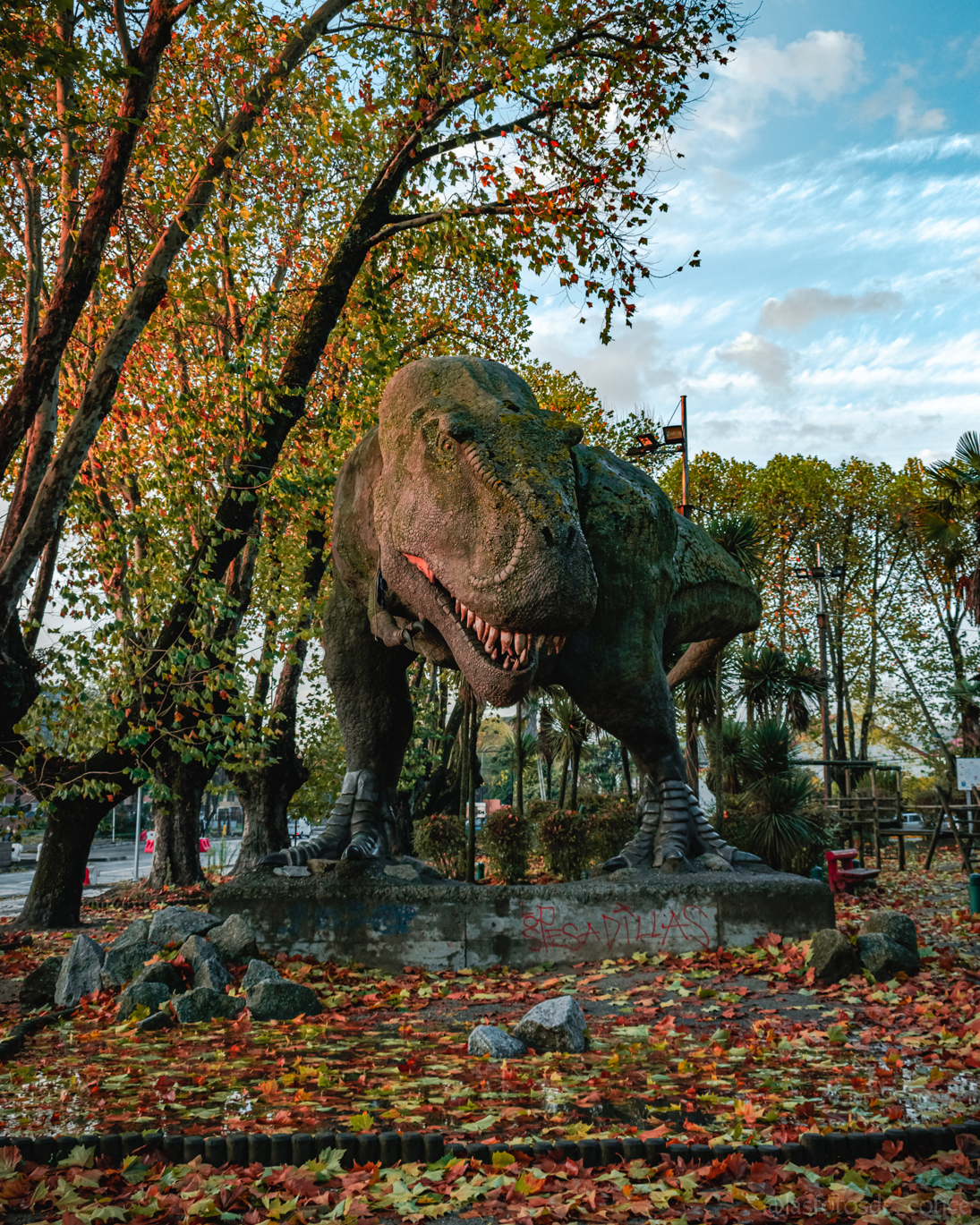
Tiranosaurio Rex en el Parque Jurásico de la Plaza Acevedo.

Está también el Campus de la Universidad de Concepción, en donde algunos de sus edificios, como el Arco Universidad de Concepción (Facultad de Ciencias Biológicas) y el Campanil, son íconos penquistas y tradicionales postales de la ciudad. En la Casa del Arte de esta casa de estudios, junto a la Plaza Perú, se encuentra el Mural Presencia de América Latina, pintado en 1964 por el artista mexicano Jorge González Camarena.

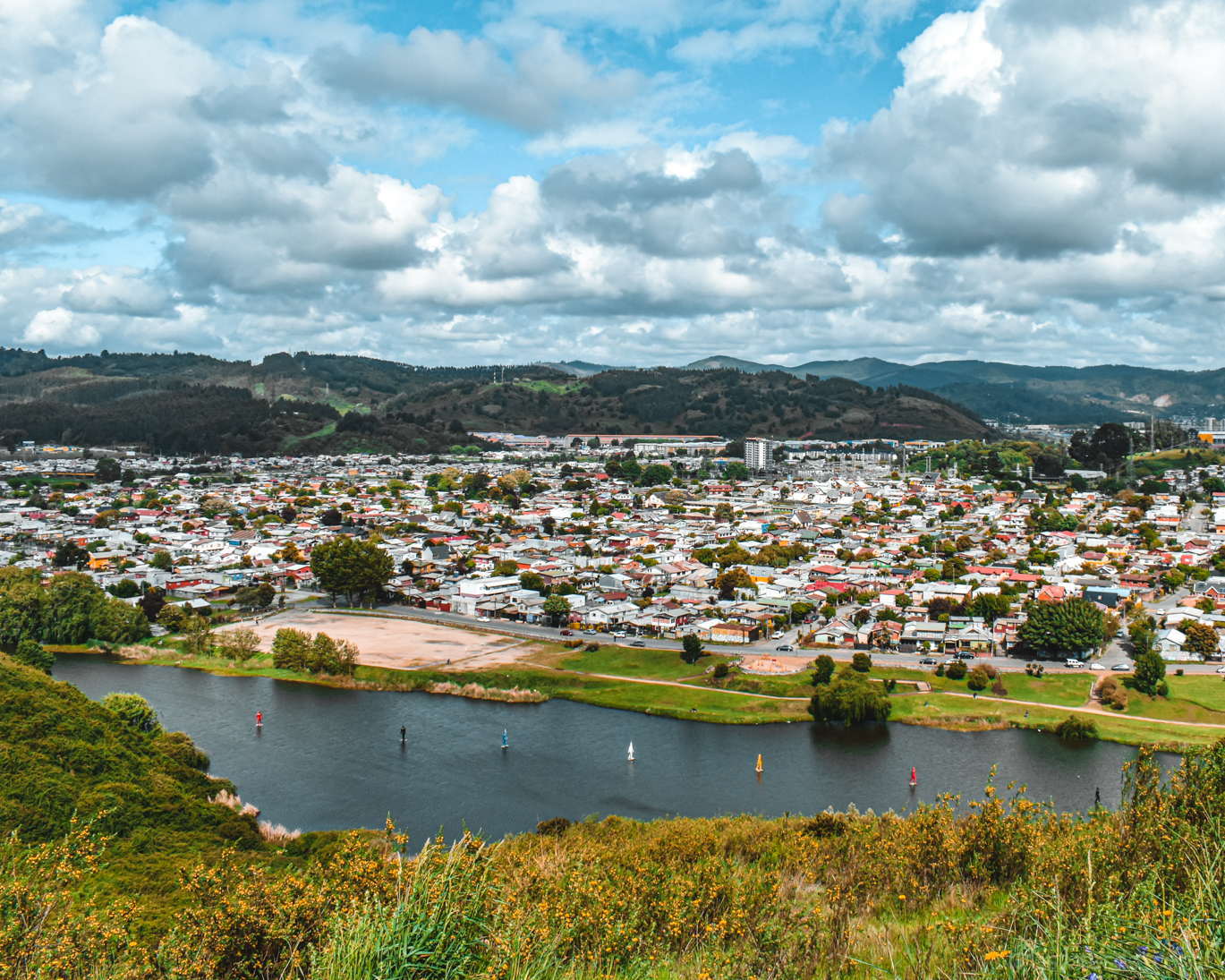
Laguna Lo Galindo

El conjunto de lagunas urbanas de Concepción son un atractivo natural de la ciudad. Las más importantes son la Laguna Redonda, en el barrio Lorenzo Arenas, y la Laguna Las Tres Pascualas, en donde se encuentra la Universidad San Sebastián, próxima a avenida Paicaví esquina Manuel Bulnes. Laguna Lo Méndez, Lo Custodio, Lo Galindo y Los Patos son las lagunas restantes.
El Parque Ecuador está extendido a lo largo de 10 cuadras, desde avenida Arturo Prat hasta calle Tucapel y entre calle Víctor Lamas y el Cerro Caracol, constituyendo el pulmón verde más grande de la ciudad. En él se ubica el museo Galería de la Historia.
Otra área verde de importancia es el Parque Costanera a un costado de la ribera norte del Río Biobío. Ambas áreas verdes cuentan con una red de ciclovías.
La Plaza Acevedo es un área verde de la ciudad, con forma de triángulo, ubicada entre las calles Irarrázabal, Maipú y Collao. Dentro de la plaza se ubica el Museo de Historia Natural de Concepción, creado el año 1902 por el naturalista británico Edwin Reed Brookman y cuyo actual edificio fue inaugurado el 24 de mayo de 1980. Desde noviembre de 2008 existe en ella un pequeño parque temático, denominado Parque Jurásico, en donde se exhiben juegos y atracciones relacionadas con distintos dinosaurios del mundo.
Por otra parte, al centro del sector de zona de recuperación de la Ribera Norte del Biobío, se encuentra el Parque Central el cual ha sido construido por etapas (la primera en 2006). Este parque une la Estación Concepción con la Ribera Norte del Biobío, y en él se encuentra en construcción un Memorial de Los Detenidos Desaparecidos de Concepción, todavía sin inaugurar.
Finalmente, el zoológico de Concepción, Zooconcepción, ubicado al final de la Villa Nonguén, consta de 290 animales, entre los cuales se destacan el tigre de bengala, osos, leones africanos, jabalíes europeos, pumas y otras 87 especies. En cuanto a las aves, Zooconcepción ha desarrollado una laguna artificial donde habitan cisnes, patos y flamencos, entre otras.

## Educación
La población penquista se refiere popularmente a su ciudad como «La ciudad universitaria» debido a la gran cantidad de universidades y centro de formación técnico profesional que existen en ella, superando en proporción de habitantes a cualquier otra comuna del país, solo tras la comuna de Santiago. En Concepción se han formado universidades de gran importancia a nivel nacional.

### Universidades

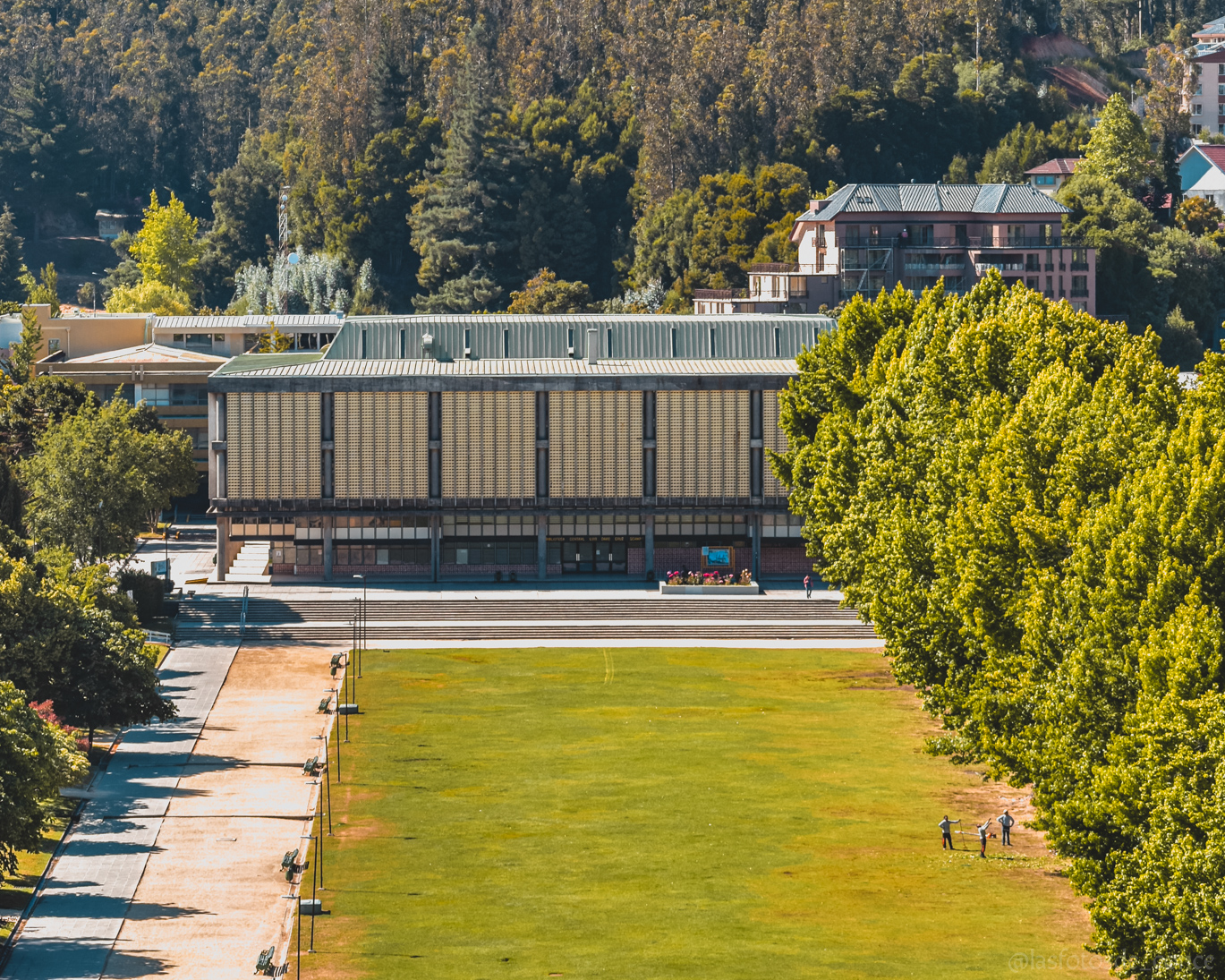
Biblioteca de la Universidad de Concepción vista desde el Campanil

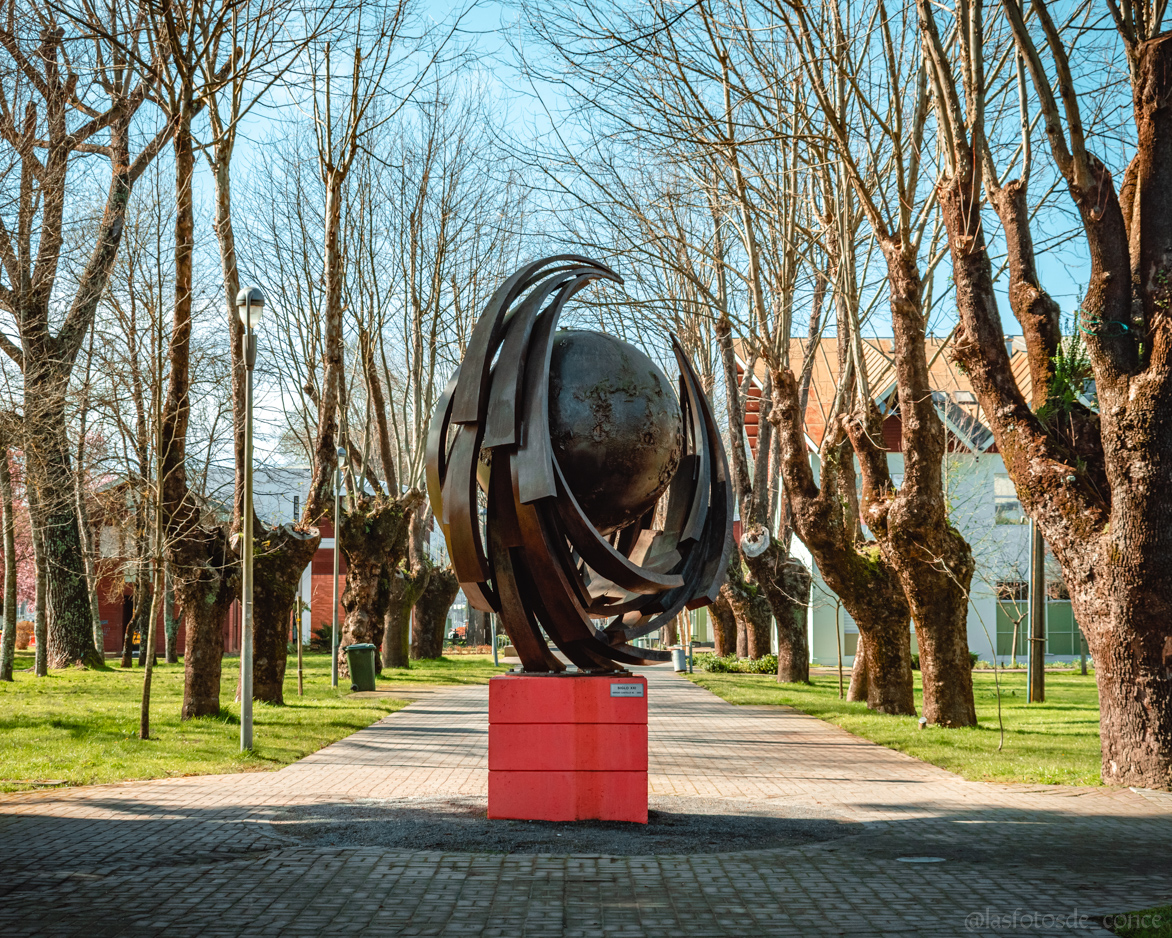
de la Universidad del Bío-Bío.

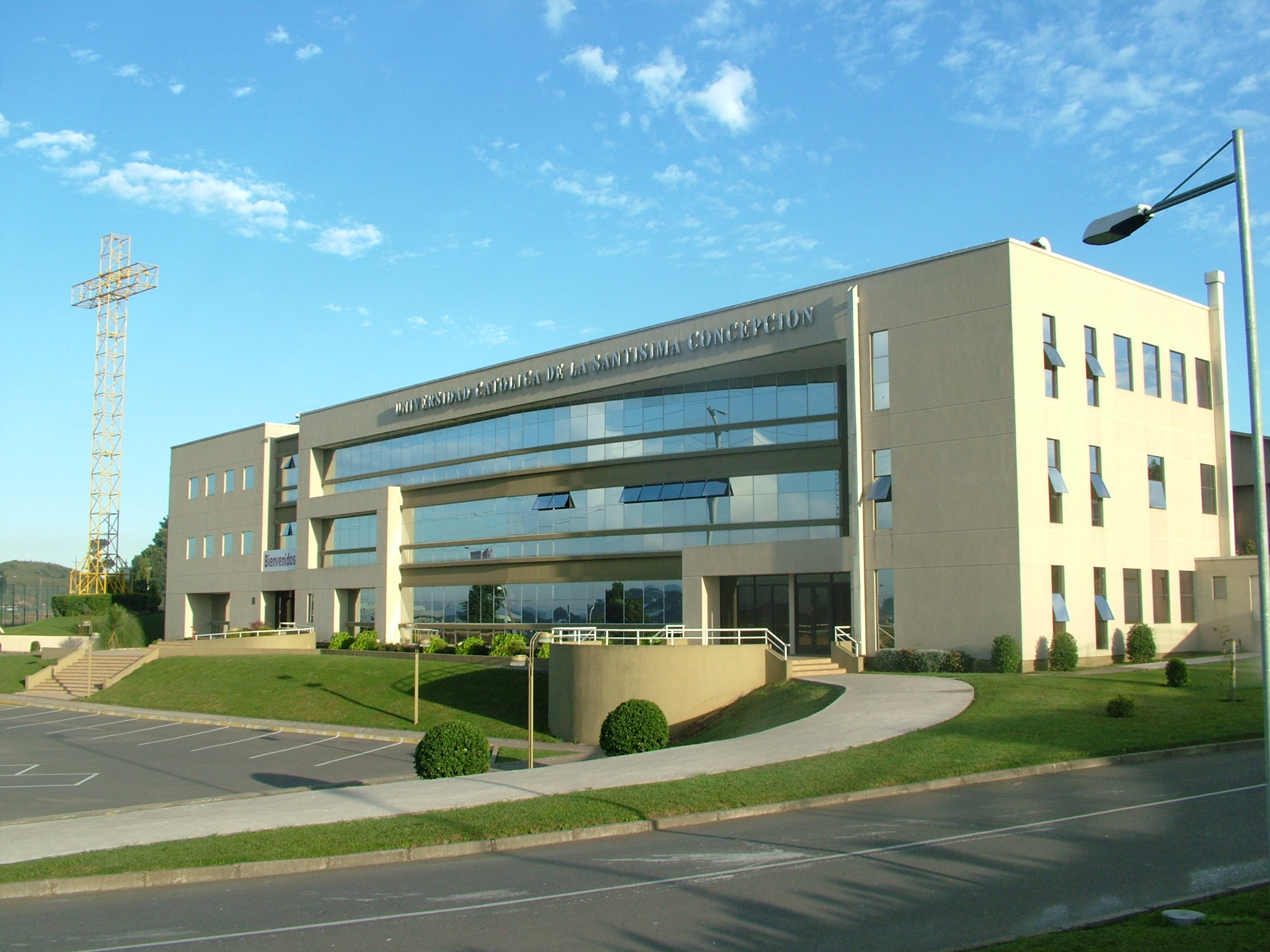
Universidad Católica de la Santísima Concepción.

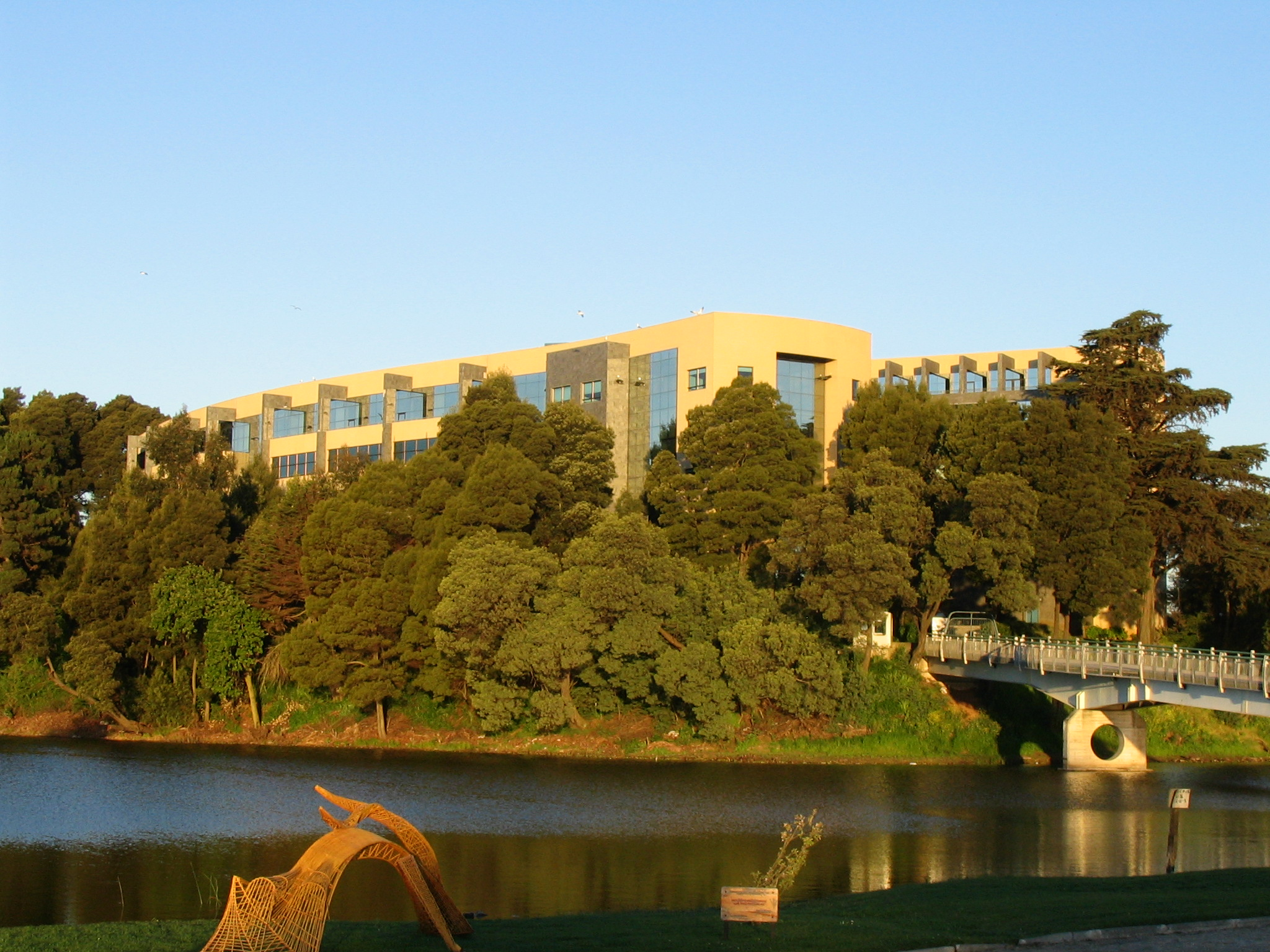
La Universidad San Sebastián, Sede Concepción, ubicada en la Laguna Las Tres Pascualas.

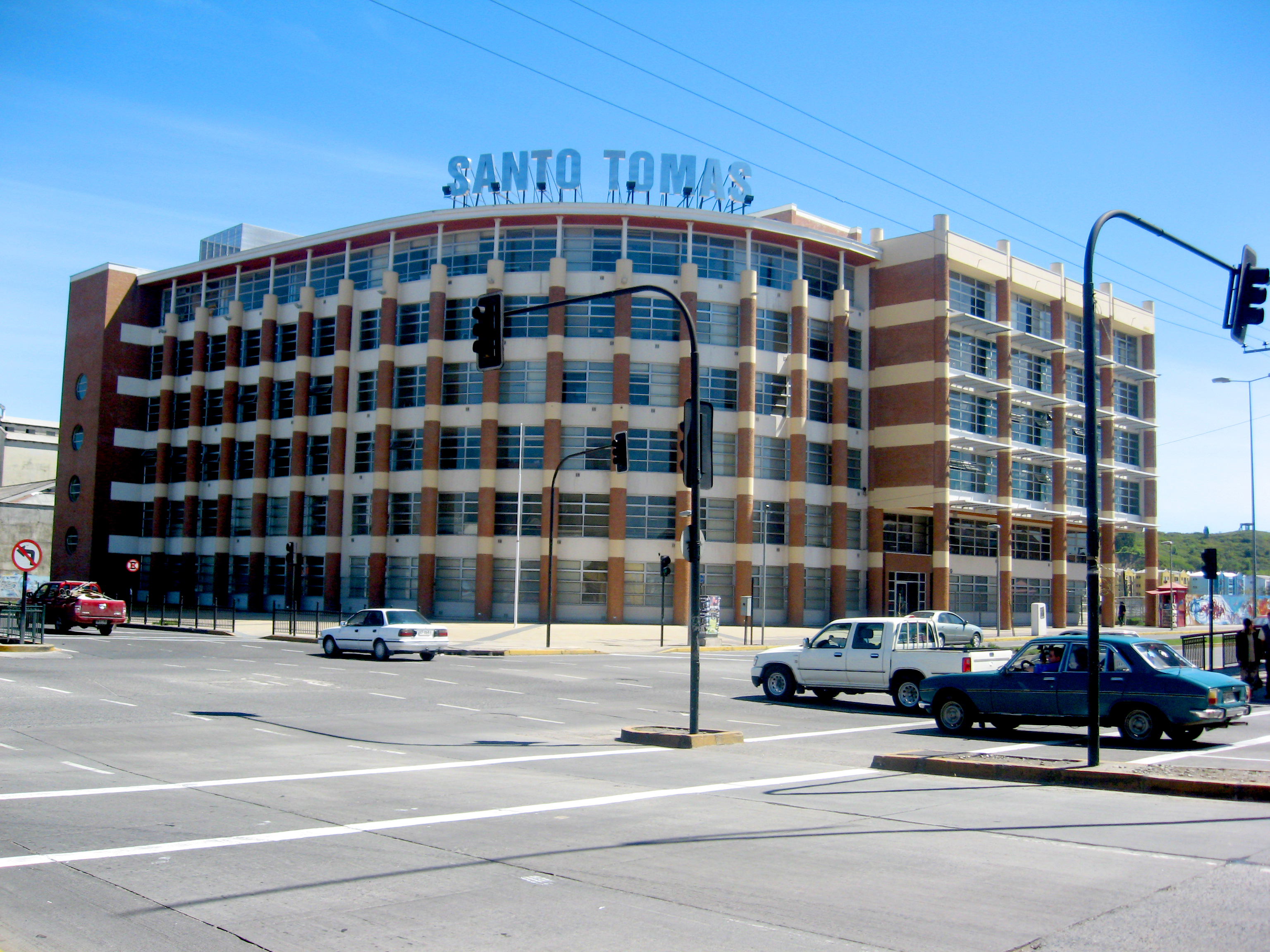
Universidad Santo Tomás, Sede Concepción, ubicada en la Avenida Arturo Prat

Desde tiempos coloniales, los habitantes de Concepción se preocuparon de dotar a la ciudad con casas de estudios superiores. La primera institución de su tipo fue la Pontificia Universidad Pencopolitana de La Concepción, autorizada oficialmente en 1730. Se constituyó por iniciativa del Obispado de Concepción, que la entregó a la administración de la Compañía de Jesús.
El terremoto y tsunami de 1751 la afectó severamente, al perder en la salida de mar infraestructura y su valiosa biblioteca. Este desastre natural motivó a las autoridades de la época a reconstruir la ciudad distanciada del mar, en el Valle de la Mocha. En la misma época en que la universidad se establecía en su nuevo emplazamiento, la actividad académica de las universidades conventuales disminuía, producto de la creación de la Real Universidad de San Felipe, en Santiago. La Universidad Pencopolitana siguió otorgando grados hasta la expulsión de los jesuitas, en 1767, lo que significó su cierre.
Con el inicio de la República, Concepción no volvió a tener una universidad propiamente tal. Sin embargo, en 1865 la Universidad de Chile impartía en el Liceo de Concepción el Curso Fiscal de Leyes, conducente al título de Abogado. Entre sus alumnos, estuvo Enrique Urrutia Manzano, quien ocupara décadas después la Presidencia de la Corte Suprema de Justicia de Chile.
Por iniciativa de un comité de vecinos, entre los que destacan Enrique Molina Garmendia y Virginio Gómez, se funda la Universidad de Concepción en 1919. Hoy, esta universidad integra el Consejo de Rectores de las Universidades Chilenas. Es la tercera más antigua de Chile, la primera creada en la zona centro-sur del país, y la primera en constituirse como corporación de derecho privado. En el tabla clasificatoria 2012 del QS World University Tabla clasificatoria, la Universidad se posicionó en el lugar número 9 a nivel latinoamericano, obteniendo el tercer puesto dentro de las universidades chilenas. Además figura tercera a nivel nacional en los tabla clasificatoria de AméricaEconomía y el Tabla clasificatoria Iberoamericano SIR 2012. Acorde esta última clasificación, está entre las 30 mejores universidades de América Latina.
En 1947, llega la Sede Regional de la Universidad Técnica del Estado. Por las leyes promulgadas durante el período de la dictadura militar, la UTE regional se transforma en la Universidad del Bío-Bío. Así mismo, la sede regional Talcahuano de la Pontificia Universidad Católica de Chile es transformada el año 1991 en la Universidad Católica de la Santísima Concepción, por iniciativa del Arzobispo de Concepción. Las facilidades legales para la creación de nuevos centros de estudios superiores privados, hace que durante las décadas de 1990 y 2000 se establezcan diversas universidades e institutos profesionales, siendo en 1990 la Universidad del Desarrollo una de las primeras.
| - Universidad de Concepción - Universidad del Bío-Bío - Universidad Católica de la Santísima Concepción - Universidad Técnica Federico Santa María "Rey Balduino de Bélgica" Sede Concepcíon | - Universidad del Desarrollo (fundada en esta ciudad) - Universidad San Sebastián (fundada en esta ciudad) - Universidad Tecnológica de Chile INACAP - Universidad Santo Tomás - Universidad Andrés Bello - Universidad de Las Américas - Universidad Bolivariana - Universidad Pedro de Valdivia - Universidad La República | - Instituto Profesional DuocUC, de la Pontificia Universidad Católica de Chile - Instituto Profesional Virginio Gómez, de la Universidad de Concepción - Instituto Profesional Santo Tomás, de la Universidad Santo Tomás - Instituto Profesional AIEP, de la Universidad Andrés Bello - Instituto Profesional INACAP, de la Universidad Tecnológica de Chile - Instituto Profesional La Araucana - Instituto Profesional Providencia - Instituto de Estudios Bancarios Guillermo Subercaseaux - Instituto Profesional Diego Portales - Instituto Profesional Valle Central - Instituto Profesional IPlacex - CEDUC UCN Sede Hualpen - Instituto profesional IPG |

## Deportes
La Corporación Club Deportivo Universidad de Concepción es el consorcio deportivo más grande de la ciudad. Esta corporación cobija a un club de fútbol, que actualmente participa en la Primera División, un club de básquetbol, que participa en la Liga Nacional de Básquetbol, dos equipos de gimnasia (uno artístico y otro rítmico) y un equipo de rugby.

### Hípica
La hípica penquista se desarrolla en torno al Club Hípico de Concepción, ubicado en la vecina comuna de Hualpén. Recibe cientos de apuestas diariamente y organiza, además de carreras, campeonatos y competencias.

### Baloncesto

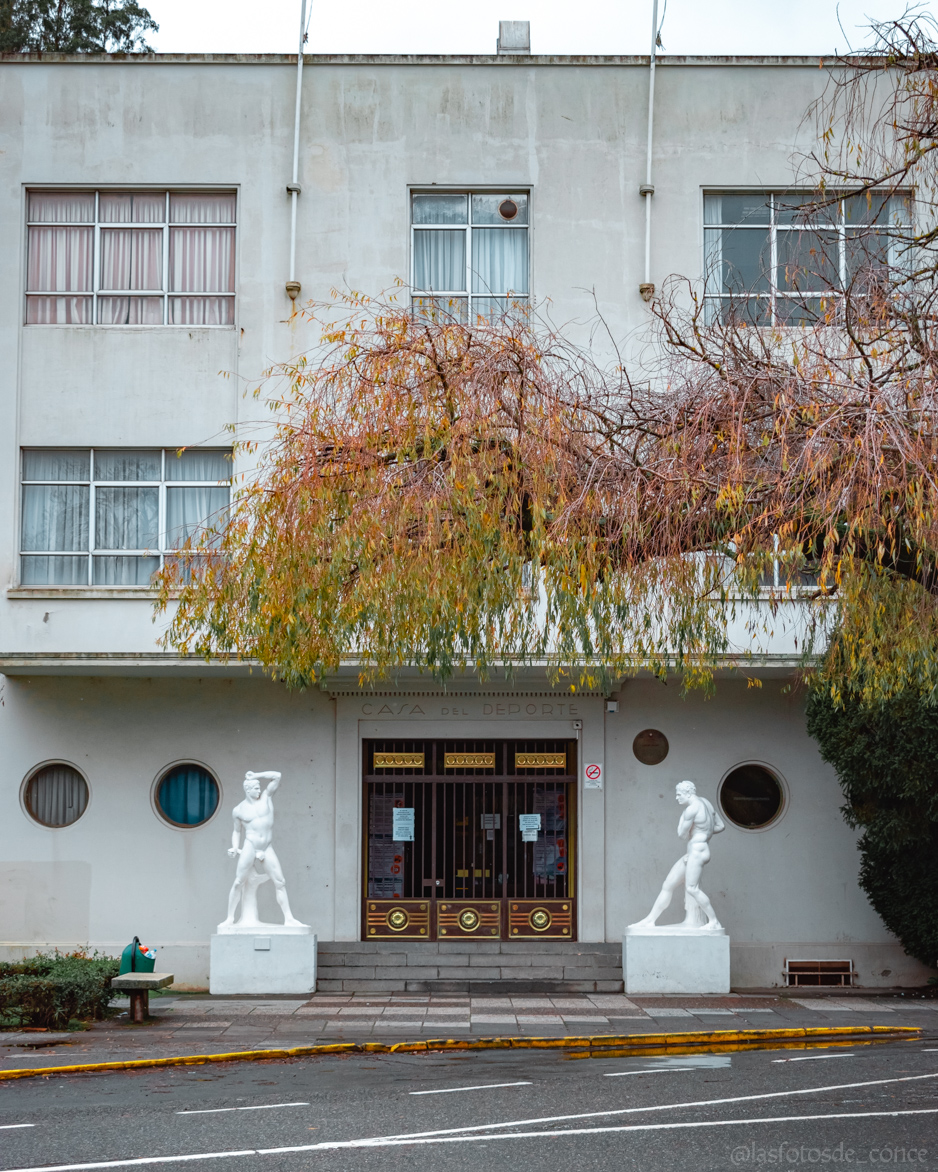
La Casa del Deporte en la Universidad de Concepción, sede del Club Deportivo Universidad de Concepción de baloncesto.

Este deporte es uno de los más emblemáticos de la ciudad ya que ha obtenido bastantes logros representando a Concepción.
El equipo profesional de básquetbol más conocido es el Club Deportivo Universidad de Concepción, el que participa en la Liga Nacional de Básquetbol. Anteriormente, compitió en la Dimayor nacional, donde obtuvo tres campeonatos.
También posee un equipo amateur reconocido a nivel nacional, el Deportivo Alemán.

### Fútbol

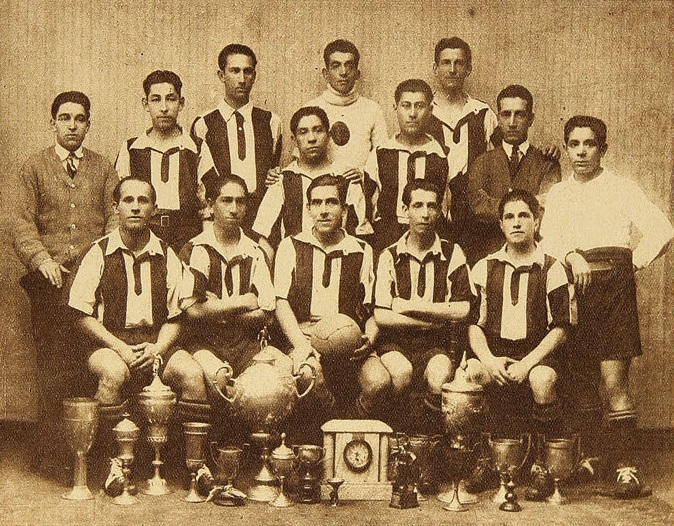
Fotografía del Club Deportivo Arturo Fernández Vial en los años 1920, equipo fundado en 1903.

Concepción posee tres equipos de fútbol dentro de la liga chilena.Como Representantes en la Primera B de Chile actúa el Club Deportivo Universidad de Concepción y el Fernández Vial, Mientras que en la Segunda División Profesional de Chile. Milita el Club Social y de Deportes Concepción, Que ascendió a dicha categoría, luego de ser desafiliado por problemas económicos desde Primera B (ANFP) En el 2017. Anteriormente, la Universidad San Sebastián jugó en Tercera División (ANFA) entre 1995 y 1998.

### Fútbol americano
La ciudad de Concepción a partir del año 2009 cuenta con el primer equipo de fútbol americano del sur de Chile llamado Club Deportivo Treiles del Bio Bío, el cual pertenece a la Federación Deportiva Nacional de Fútbol Americano de Chile (FEDACH) y por lo tanto es miembro de la Liga nacional de football americano. Su nombre «Los Treiles» se debe a la particular ave Vanellus chilensis que habita principalmente en zonas húmedas de América del Sur.[cita requerida]

### Rugby
En Concepción existen dos equipos de rugby que participan en el torneo de primera división de la disciplina: Old John's, fundado en 1991; y Los Troncos, fundado en 1978. El equipo de Los Troncos ha salido campeón del torneo nacional de Chile y ha participado en campeonatos internacionales. Actualmente ambos clubes forman parte de la Liga de Rugby de Chile, que reúne a los equipos de fuera de la capital.
El principal recinto para la práctica de este deporte es la sede de Los Troncos, Estadio Tineo Park, ubicado en la comuna de Penco, en el límite con la comuna de Concepción.

### Tenis
La práctica del tenis se desarrolla en la ciudad en torno a la Casa del Deporte de la Universidad de Concepción, con una cancha de superficie dura (cemento), y el Club de Tenis de Concepción, con su sede en las faldas del Cerro Caracol, en el Parque Ecuador, con varias canchas de arcilla. Varios tenistas destacados a nivel nacional han partido allí, como Adrián García. A partir de 2021 la ciudad es sede un torneo del ATP Challenger Tour, la segunda categoría del tenis masculino.

### Tenis de mesa
En Concepción nació la campeona nacional de la rama, Paulina Vega, quien ha ganado múltiples campeonatos nacionales dentro de sus palmarés y representó a Chile en los Juegos Olímpicos de Atenas 2004, compitiendo junto a la tenimesista nacional Berta Rodríguez en la disciplina de dobles.
| Equipo                        | Deporte          | Competición                         | Estadio                            | Creación |
| ----------------------------- | ---------------- | ----------------------------------- | ---------------------------------- | -------- |
| Universidad de Concepción     | Fútbol           | Primera B                           | Estadio Municipal de Concepción    | 1994     |
| Deportes Concepción           | Fútbol           | Segunda División                    | Estadio Municipal de Concepción    | 1966     |
| Arturo Fernández Vial         | Fútbol           | Primera B                           | Estadio Municipal de Concepción    | 1903     |
| Lord Cochrane                 | Fútbol           | ANFA Región del Biobío              | Estadio Municipal de Concepción    | 1916     |
| Universidad de Concepción     | Baloncesto       | Liga Nacional de Básquetbol         | Casa del Deporte                   | 1991     |
| Club Deportivo Virginio Gómez | Baloncesto       | Dimayor                             | Casa del Deporte                   | 2011     |
| Treiles del Bio Bío           | Fútbol americano | Liga nacional de football americano | Estadio Las Golondrinas de Hualpen | 2009     |
| Los Troncos                   | Rugby            | Liga de Rugby de Chile              | Tineo Park                         | 1978     |
| Old John's                    | Rugby            | Liga de Rugby de Chile              | El Venado                          | 1991     |

## Transporte y comunicaciones

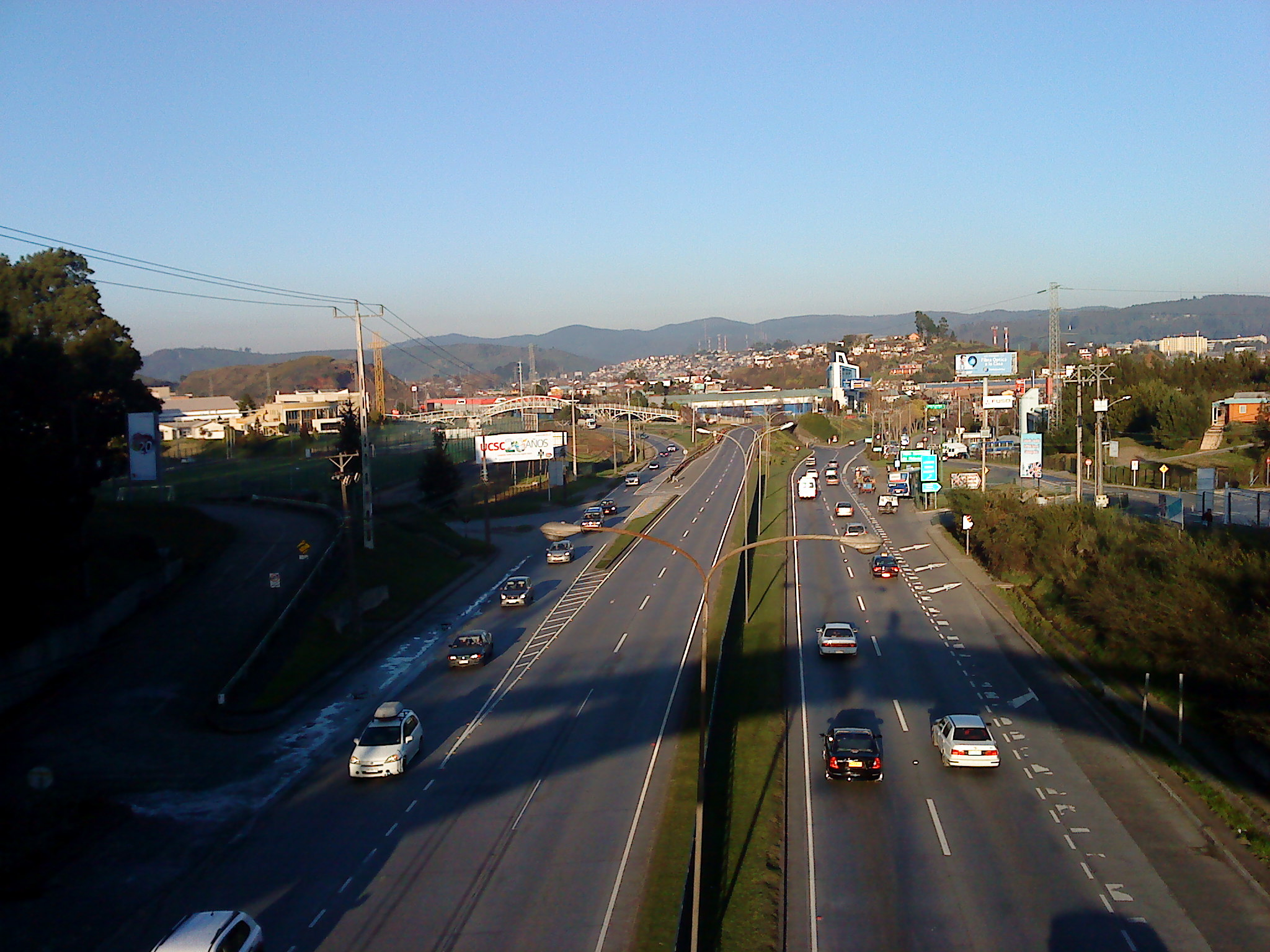
Enlace Paicaví - Alonso de Ribera: Autopista Concepción-Talcahuano.

### Transporte interior
Concepción está inserta dentro del sistema integrado de transporte urbano del Gran Concepción, Biovías, que comenzó a funcionar en 2005 y que incluye el sistema de buses Biobús, que funciona como soporte para el sistema de trenes suburbano Biotrén y un sistema de ciclovías.

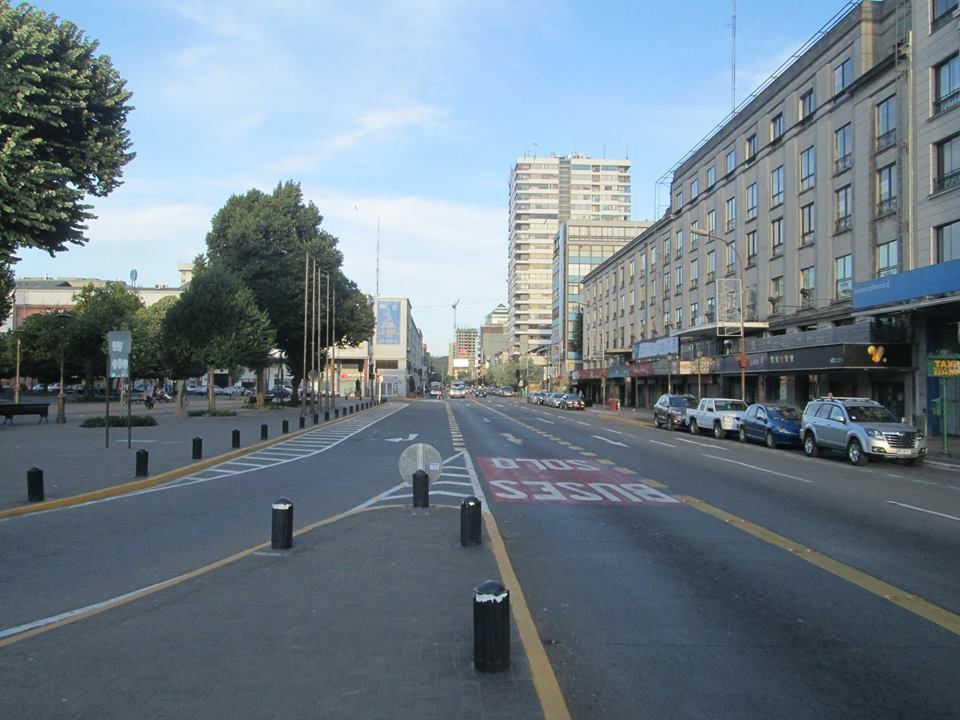
Concepción vista desde avenida O'Higgins con Caupolicán

Por otro lado el sistema licitado de buses cruza los ejes principales de la ciudad, dentro de los cuales están el corredor segregado de buses de avenida Paicaví y el par vial avenida Arturo Prat - avenida Padre Alberto Hurtado, también con vías segregadas, exclusivas para buses.
El transporte urbano más importante desde fuera de Concepción proviene de zonas aledañas a la comuna, pertenecientes a la metrópoli, como Tomé, Lirquén, Penco, Talcahuano, Hualpén, San Pedro de la Paz, Chiguayante,  Coronel y Hualqui.

### Transporte interurbano
La ciudad cuenta con tres terminales de buses principales:
- El Rodoviario Collao, donde operan casi todas las empresas de buses, con destinos principales a Santiago, Valparaíso, Viña del Mar, Rancagua, Curicó, Talca, Linares, Chillán, Los Ángeles, Temuco, Valdivia, Osorno, Puerto Varas, Puerto Montt y la Isla de Chiloé (Ancud, Castro y Quellón).
- El Terminal Camilo Henríquez, de propiedad de Tur Bus, donde opera esta empresa y todas sus filiales de buses.
- El Terminal de Buses Bío Bío - Jota Ewert, propiedad de Buses Bío Bío.

Además existen algunos servicios de buses rurales a través de los cuales se puede viajar a localidades cercanas de la provincia de Concepción u otros lugares cercanos de la región.

### Ferrocarril
Concepción es parte del núcleo urbanístico del Gran Concepción, ya que se encuentra entre las comunas de Talcahuano, Hualpén, Chiguayante, Hualqui, Coronel y San Pedro de la Paz. Todas estas comunas están interconectadas a través del sistema de ferrocarriles Biotrén, inaugurado el 1 de diciembre de 1999.
En cuanto al ferrocarril interprovincial, este solo cuenta con el servicio Regional Talcahuano-Renaico, conocido como Corto Laja, con recorridos a las comunas de Laja, San Rosendo y a las localidades rurales de la comuna de Hualqui (Gomero, Talcamávida, Unihue y Quilacoya). Hasta el año 2003 existía también recorrido a Renaico. En la actualidad, ha vuelto a retomarse el tren de manera facultativa entre Concepción y Santiago en recorrido nocturno solo los fines de semana de verano y épocas de fines de semana largos saliendo los viernes de Santiago con llegada a Concepción en la mañana del sábado, con regreso el domingo en la noche desde Concepción con llegada el lunes a Santiago.
También hay un proyecto para construir un tranvía en Concepción.

### Transporte aéreo y marítimo
Si bien la comuna de Concepción propiamente tal no cuenta con aeropuerto, en otra comuna del Gran Concepción, Talcahuano, se ubica el núcleo del tráfico aéreo de la zona centro sur de Chile, a través del Aeropuerto Internacional Carriel Sur, que recibe vuelos nacionales desde todo el país, así como esporádicos vuelos internacionales cuando en Santiago los aviones no pueden aterrizar por razones climáticas. Desde 2019, este aeropuerto también cuenta con rutas internacionales, siendo Lima el primer destino internacional disponible.
En cuanto al transporte marítimo, la comuna de Concepción tampoco cuenta con una, debido a que el papel de puerto del Gran Concepción lo desempeñan las comunas de Penco y principalmente Talcahuano, a través de sus puertos de Lirquén y San Vicente respectivamente.

## Medios de comunicación
Los medios de comunicación en la ciudad de Concepción se empezaron a masificar durante el siglo XIX, teniendo algunos de los periódicos más antiguos del país, entre ellos El Sur, fundado en 1882 y el único que sigue activo en la actualidad. En 2006, Diario El Sur S.A. fue comprada por la empresa El Mercurio S.A.P., adquiriendo de esta manera además la propiedad del periódico La Estrella de Concepción (fundado en 1995 y llamado Crónica hasta 2009). La Universidad de Concepción, en alianza con Copesa, edita el Diario Concepción desde mayo de 2008.
Con respecto a los medios radiofónicos, desde la ciudad han aparecido algunas de las más importantes cadenas radiales nacionales. Este es el caso de la Radio Bío-Bío.
Respecto a los medios televisivos, estos son mucho más recientes. Partieron desde Concepción hacia toda la región a fines del siglo XX. Son tres los que actualmente funcionan en la ciudad: Canal 9 Bío-Bío Televisión, TV8 y TVU; además, se suman dos canales locales que son filiales de canales nacionales que son: TVN Red Biobío (filial de Televisión Nacional de Chile) que emite para toda la región, y anteriormente, Canal 13 Concepción (filial de Canal 13) que emitía señales solo al Gran Concepción. En lo que respecta a señales tipo abiertas y de pago por cableoperador; Canal 9 Bío-Bío Televisión, TVU yTVN Red Biobío se transmiten en ambos tipos, mientras que TV8 se transmite solo por TV cable a través de VTR, al ser esta empresa la propietaria de ese canal.
Respecto a la señal abierta digital (TVD), TVU transmitió durante un tiempo en fase de experimentación, pero actualmente ninguna señal local transmite en este modo. Sin embargo, si existen señales nacionales que se transmiten en TVD, que son Mega (señal HD / móvil), Canal 13 (señal HD / móvil), Chilevisión (señal HD / SD-Simulcast / móvil), Canal Nuevo Tiempo (Dos señales HD / Radio / Móvil). Según lo informado por la Subsecretaría de Comunicaciones en el Diario Oficial del 27 de julio de 2016, gran parte de las señales de TVD se transmiten y transmitirán desde las antenas del Cerro Centinela (comuna de Talcahuano).

### Radioemisoras
FM
- 88.1 MHz Radio Agricultura
- 88.5 MHz Radio Metropolitan FM
- 89.5 MHz Tele13 Radio
- 90.1 MHz Duna FM
- 90.9 MHz Radio Punto 7
- 91.7 MHz Radio Carolina
- 92.5 MHz Los 40
- 93.1 MHz Rock & Pop
- 93.7 MHz Oceanía FM
- 94.1 MHz Radio El Carbón de Lota
- 94.5 MHz Radio Nuevo Tiempo Chile
- 95.1 MHz Radio Universidad de Concepción
- 95.7 MHz Radio Energía
- 96.1 MHz Corazón FM
- 96.7 MHz Radio Femenina
- 97.3 MHz Radio Disney
- 98.1 MHz Radio Bío-Bío
- 98.9 MHz El Conquistador FM
- 99.9 MHz Radio Pudahuel
- 100.5 MHz Radio Aguamarina (Tomé)
- 101.1 MHz FM Dos
- 101.7 MHz Estilo FM
- 102.3 MHz Radio Armonía
- 102.9 MHz Romántica FM
- 104.1 MHz ADN Radio Chile
- 104.5 MHz Radio La Sabrosita
- 104.9 MHz Radio Infinita
- 105.5 MHz Digital FM
- 106.5 MHz Radio Futuro
- 106.9 MHz Radio Andalién
- 107.1 MHz Radio Lorenzo Arenas
- 107.3 MHz Espacios FM
- 107.7 MHz Radio Voz de la Mujer
- 107.9 MHz Dimensión Primavera

AM
- 550 kHz Radio Corporación
- 590 kHz Nueva Radio Caracol
- 620 kHz Radio Bío-Bío
- 680 kHz Radio Cooperativa
- 720 kHz Radio Interamericana
- 820 kHz Radio Universidad Católica de la Santísima Concepción
- 860 kHz Radio Inés de Suárez
- 1030 kHz Radio Chilena de Concepción
- 1360 kHz Radio Universidad del Bío-Bío
- 1460 kHz Radio La Señal
- 1480 kHz Radio Amistad de Tomé
- 1530 kHz Radio Patagual

### Televisión

#### TDT
- 2.1 (39) - Mega HD
- 2.2 (39) - Mega 2
- 3.1 (32) - TV+ HD
- 3.2 (32) - TV MÁS 2
- 3.3 (32) - UCV TV
- 4.1 (33) - TVN HD
- 4.2 (33) - NTV
- 5.1 (24) - Canal 13 HD
- 5.2 (24) - T13 En Vivo
- 7.1 (30) - Chilevisión HD
- 7.2 (30) - UChile TV
- 11.1 (51) - TVU HD
- 13.1 (28) - La Red HD
- 13.2 (28) - La Red 2
- 14.1 (36) - TVR
- 14.2 (36) - TVR Music
- 14.3 (36) - FM Plus
- 14.4 (36) - Tevex
- 16.1 (45) - Nativa TV HD
- 16.2 (45) - El Canal Feliz
- 21.1 (21) - Nuevo Tiempo HD1
- 21.2 (21) - Nuevo Tiempo HD2
- 26.1 (26) - Canal 9 Bío-Bío Televisión HD
- 40.1 (40) - El 3 de Conce

#### Cable
- 16 - TVU (VTR)
- 17 - Canal 9 Bío-Bío Televisión (VTR)
- 23 - TV8 (VTR)
- 40 - Canal 9 Bío-Bío Televisión (Claro)
- 42 - TVU (Claro)
- 757 - Concepción TV (Mundo)

#### IPTV
- 179 - Canal 9 Bío-Bío Televisión (Zapping)
- 180 - TVU (Zapping)

### Podcast Populares de Concepción
- Octava Zona
- El colchón podcast

## Ciudades hermanas
| - La Plata, Argentina (1993) - Monterrey, México (1997) - Auckland, Nueva Zelanda (2004) - Guayaquil, Ecuador (2006) - Belén, Palestina (2006) | - Cascavel, Brasil (2006) - Cuenca, Ecuador.[cita requerida] - Minnesota, Estados Unidos (2009) - Bucaramanga, Colombia[cita requerida] - Wuhan, China (2014) |

## En la cultura popular
- La banda de rock chilena Los Prisioneros dedicó una canción a esta ciudad para el álbum homónimo del año 2003, siendo una de las canciones más trascendentales de dicho lanzamiento.
- El cantautor chileno Jorge González en su álbum solista Mi destino nombra varias zonas del Gran Concepción en la canción El viejo que bailaba el nuevo estilo de baile, en compañía del cantautor penquista y líder de la banda Los Tres, Álvaro Henríquez.
- La banda oriunda de la ciudad Los Tres en el disco La Sangre en el Cuerpo en la canción "No me gusta el sol" mencionan a "Rengo" y "Lientur", el cual corresponde a un recorrido de transportes públicos de la ciudad y en el EP Por Acanga, mencionan en nombre de la ciudad en su canción "Cuento sin Final"
- Los Bunkers, en su disco Canción de Lejos mencionan a la ciudad en el tema que le da nombre al disco y además tienen una canción llamada "Calles De Talcahuano" Comuna perteneciente a esta Ciudad.
- El grupo de cueca brava Los Provincianos de Choapa tienen una canción llamada Concepción y Talcahuano.
- La banda de indie rock chilena Niños del Cerro mencionan a la ciudad de Concepción en su canción llamada "Contigo".
- La ciudad de Concepción es escenario de una feroz batalla entre humanos y demonios al final de la novela posapocalíptica de Vincenzo Guazzini Guevara, publicada por Áurea Ediciones.